# エアバスA310
エアバスA310
エア・トランザットのA310-300
- 用途：旅客機・貨物機
- 分類：ワイドボディ機
- 製造者： エアバス
- 運用者（2022年8月現在の運用数が多い順）[1]
  - マーハーン航空
  - ULS航空カーゴ
  - イラン・エアツアーズ
  - アリアナ・アフガン航空
  - イラン航空
  - ロイヤル・ヨルダン航空（カーゴ）
  - テヘラン航空
- 初飛行：1982年4月3日[2]
- 生産数：255機
- 運用開始：1983年4月10日[3]
- 運用状況：運用中

エアバスA310 (Airbus A310) はヨーロッパの企業連合であるエアバス・インダストリー（現エアバス）が開発・製造した中型の双発ジェット機である。
A310は、エアバスA300の胴体を短縮して座席数を200席強とした旅客機として開発され、ボーイング機と直接的に競合した初めてのエアバス製品となった。システムのデジタル化や自動化を進めつつ、いわゆるグラスコックピットを導入したことで、A310は操縦士2人だけで運航可能なワイドボディ機の先駆けとなった。A310のエンジンはターボファンエンジンで、ゼネラル・エレクトリック社とプラット・アンド・ホイットニー社の製品を装備する仕様がある。
A310シリーズには2つの旅客型、貨客コンバーチブル型、旅客型からの改造による貨物専用型、さらに、軍や政府向けの多目的輸送機・空中給油機（エアバス A310 MRTT）が存在する。最初に登場したA310-200は短・中距離路線向けに開発された旅客型であり、1983年にルフトハンザドイツ航空とスイス航空によって初就航した。1985年に初就航したA310-300は、機体寸法はA310-200と同じだが複合材料の採用拡大による機体軽量化、水平尾翼内への燃料タンク増設、燃料移送による機体重心制御の導入などにより最大航続距離性能が強化された。
A310の就航当初は、欧州域内を結ぶ路線や欧州と中東・北アフリカを結ぶ路線を中心に用いられた。1980年代後半になると、ETOPSと呼ばれる双発機の長距離飛行に関する緩和要件が認められ、欧州と北米を結ぶ大西洋横断路線や、欧州と日本を結ぶ長距離国際線でも運航されるようになった。冷戦終結後には、旧東側諸国でも採用され、1991年に西側諸国製の旅客機として初めてロシアの型式証明を取得した。1993年には中古のA310を貨物専用機へ改造する事業が始まった。1998年に初飛行した255号機を最後にA310の生産は途絶え、エアバスは2006年に生産終了を正式発表した。2014年4月までに、A310の機体損失事故は12件発生し、その内の8件は死亡事故である。
本項では以下、エアバス製旅客機およびボーイング製旅客機については社名を省略して英数字のみで表記する。例えば、「エアバスA300」であれば「A300」、「ボーイング767」であれば「767」とする。

## 沿革

### 開発の背景

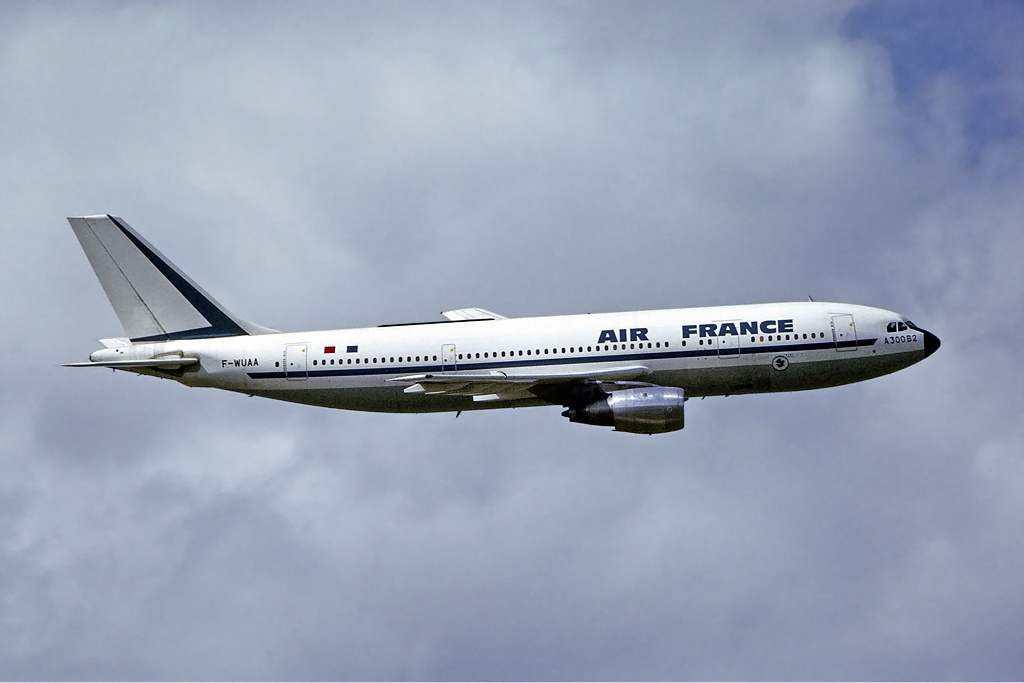
1974年のファーンボロー国際航空ショーで飛行するA300。A300はエアバス・インダストリーが最初に開発した製品で、エールフランスによって初就航した。

アメリカのボーイング社やダグラス社（後のマクドネル・ダグラス社）に販売面や資金力で大きく先行されていたヨーロッパの航空機メーカーは、1970年12月に企業連合「エアバス・インダストリー」を設立し、世界初の双発ワイドボディ機となるA300を開発した。A300の納入は1974年5月に始まり、エールフランスによって商業運航が開始された。当初、A300の販売は苦戦したが、1977年に40機の注文を獲得して状況が好転し、翌年にはイースタン航空からの受注により念願の米国進出も果たした。事業存続の見通しが立ったエアバスは、製品ラインナップの拡充を本格的に考え始め、市場調査に取りかかった。1960年代には航空輸送需要は当分拡大し続けるとの見方が一般的だったが、1973年のオイルショックなどをきっかけとして、ジェット旅客機の需要は急減速していた。一方で、1980年代になれば707や727、ダグラスDC-8などの退役が始まり、後継機として座席数200席強の短・中距離路線向けの旅客機需要が高まると予測された。エアバスではA300の発展版としていくつかの機体案を検討していたが、その一つにA300B10と名付けられた胴体短縮型があり、先の市場予測で需要が見込まれる機体サイズに合致するものであった。旅客機の発展型の開発において、胴体延長型の成功例に対して短縮型の事例は少なかったが、エアバスは市場調査の結果を踏まえ、胴体短縮型の開発に乗り出すことにした。
A300B10の当初案では、胴体を単純に切り詰めるだけで、開発経費を抑えるために主翼やシステム類はA300のものをそのまま用いるとされた。しかし、当時、A300B10と同じ市場を狙って、ボーイングが全くの新規開発となる双発ワイドボディ機「7X7」（のちの767）の研究を行っており、エアバスはこれに対抗するため、新型機構想にできるだけ新しい技術を盛り込むことにした。短縮される胴体サイズに合わせて主翼を設計し直すとともに、機体システムのデジタル化・自動化を推進することで、ワイドボディ機として世界で初めて操縦士2人での運航を実現する案がまとめられた。この機体案は、A300から胴体を10フレーム短くすることから、A300-（マイナス）10と名付けられ、後に正式名称がA310と決定された。
A310案は、ルフトハンザドイツ航空から50機、スイス航空から20機の受注を獲得し、さらにその後、エールフランスとサベナ航空も発注の意向を示した。これを受けてエアバスは、1978年7月7日に、同社の2番目の製品としてA310を開発することを正式決定し、同月13日にはフランスと西ドイツの政府が事業認可を与えた。これは、A310の直接的な競合機とされた767の開発が正式決定される1日前のことだった。
また、イギリス政府は、これまでエアバス・インダストリーへの参加を見合わせていたが、同社が徐々に事業を発展させていく様子を見て方針を転換した。1977年4月に、ホーカー・シドレー社を初めとするイギリスの航空機メーカー4社の統合により国有会社のブリティッシュ・エアロスペース（以下、BAe）社が設立され、BAe社は1979年1月にフル・パートナーとしてエアバス・コンソーシアムに加盟した。

### 設計の過程

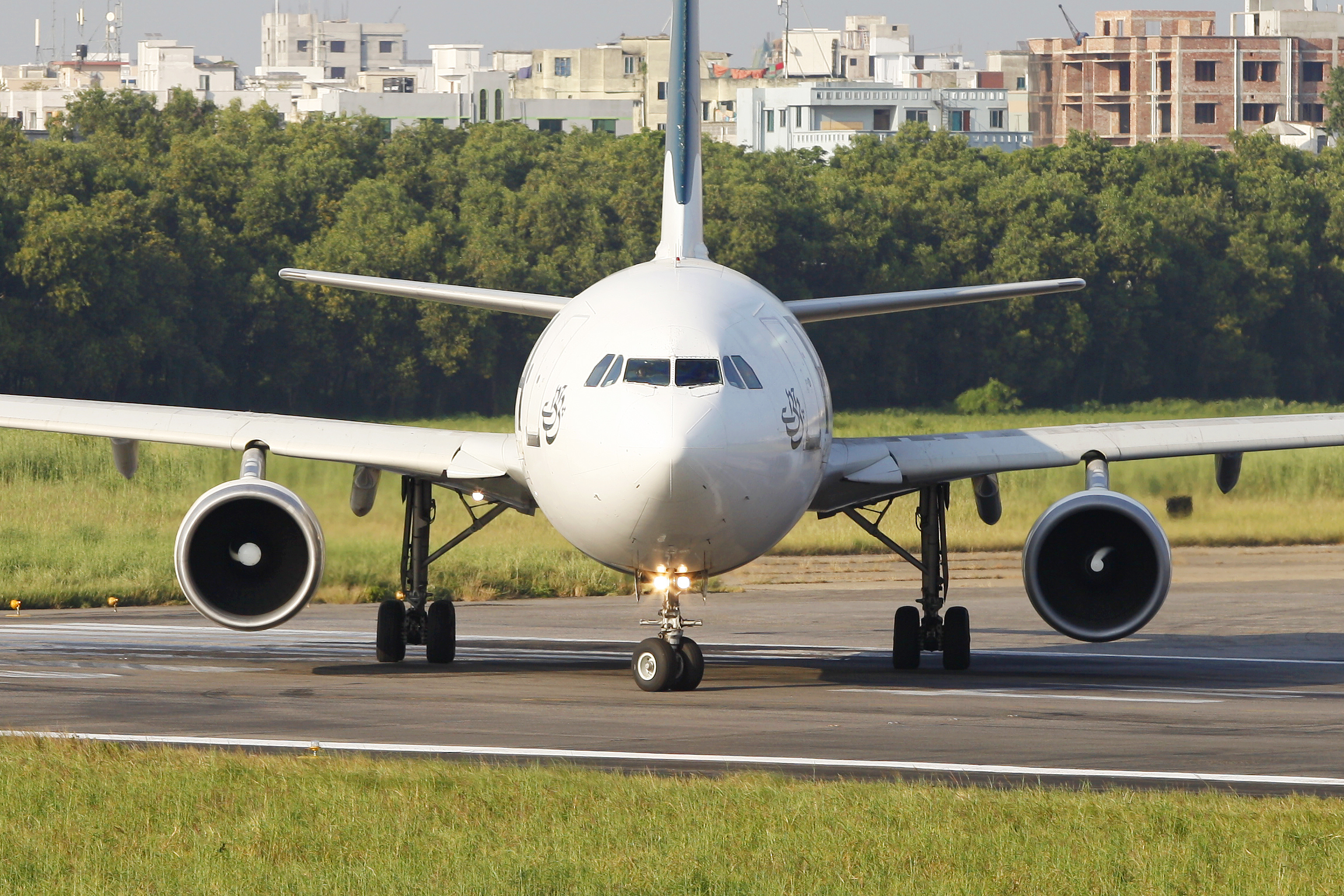
正面から見たパキスタン国際航空のA310。A310はA300と胴体断面を共有する。

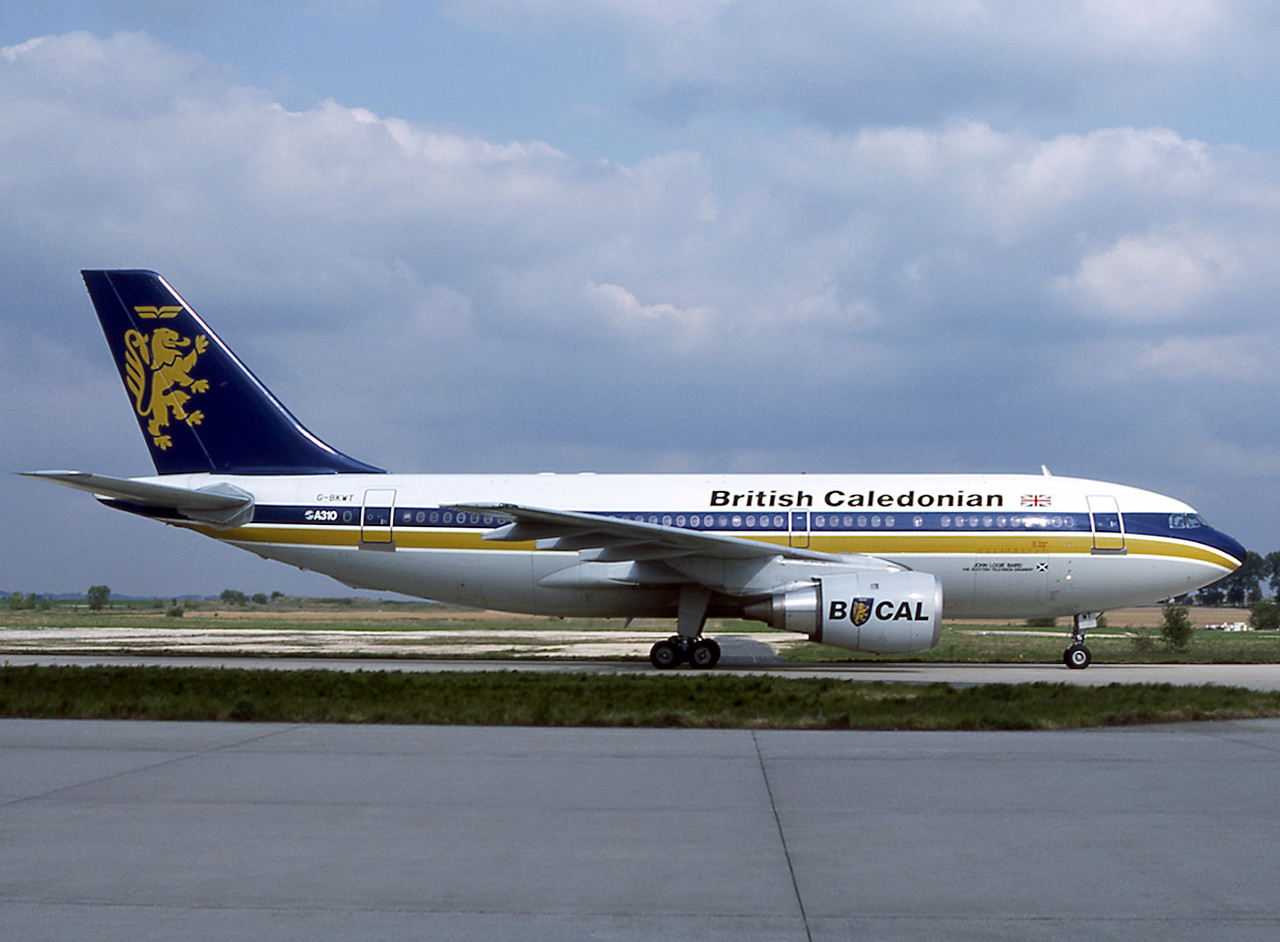
ブリティッシュ・カレドニアン航空のA310-200。A300の胴体を切り詰め、尾部の絞り込みも急になった。

A310のもともとのコンセプトは、A300の胴体を10フレーム短縮するということだったが、具体的な設計を経て、5か所で合計13フレーム分の短縮が行われることになった。キャビン部では、主翼の前方で6フレーム、主翼の付け根にあたる中央胴体で2か所から各1フレーム、主翼後方で3フレーム取り除かれた。さらに、このままでは機体の重心位置から尾翼までの距離が長くなってしまうので、圧力隔壁の後方にあたるテイルコーン部で2フレーム取り除かれ、合わせて尾部の形状をA300よりも急角度で絞り込むように修正された。以上の変更により、全長が6.96メートル短縮された一方で、キャビン長の短縮分は5.91メートルにとどまり、A300と比較して、A310は胴体長に占めるキャビン長の割合が大きい機体となった。
|      | 翼幅 (m) | 翼面積 (m2) | アスペクト比 | 後退角（度） |
| ---- | -------- | ----------- | ------------ | ------------ |
| A300 | 44.84    | 260.0       | 7.73         | 28           |
| A310 | 43.90    | 219.0       | 8.80         | 28           |

A310の主翼は、7,000キロメートルの航続距離を無理なく実現しつつ、短距離路線での運航経済性を損なわない、という2つの要求を満たすように新たに設計された。翼型は、A300で採用されたリア・ローディング翼型を洗練させ、翼の後半で得られる揚力がさらに大きくなった。翼平面形については、A300の主翼と比べて大きなアスペクト比を持つ細長い翼となり、翼面積で16パーセントほど小型化された（表1）。A300では、主翼の製造において複雑で大掛かりな外板の加工を避けるため、主翼の翼厚比を一定としたシンプルな形状を採用するとともに、外板を翼幅方向で2枚に分けて製造し、継ぎ手でつなぎ合わせていた。これに対してA310の主翼は、翼の付け根を厚く、翼端にいくほど薄くなるように翼厚比が変化する複雑な曲面をもつ設計となった。さらに、生産設備を改修して翼幅方向に継ぎ目のない外板の製造に踏み切り、主翼の構造重量の低減を図りつつ、主翼内に搭載できる燃料を増やした。高揚力装置の構成については、前縁はA300と変わらないが、後縁のフラップはA300よりも簡略化され、フラップを動作させるトラックレールのフェアリングもA300より1つ少なくなった。また、A300の主翼で設けられていた外翼部の低速用エルロンも廃止された。一方で、主翼動翼の操作系には電気的信号を介するいわゆるフライ・バイ・ワイヤ方式を採用し、スポイラーを左右非対称に展開可能にすることでロール運動の制御にも用いるようにした。以上のように洗練されたA310の主翼は、巡航速度域での揚抗比がA300よりも高くなり、大まかに言うと、同じ揚力を得るのに必要とする推力が小さくて済むようになった。

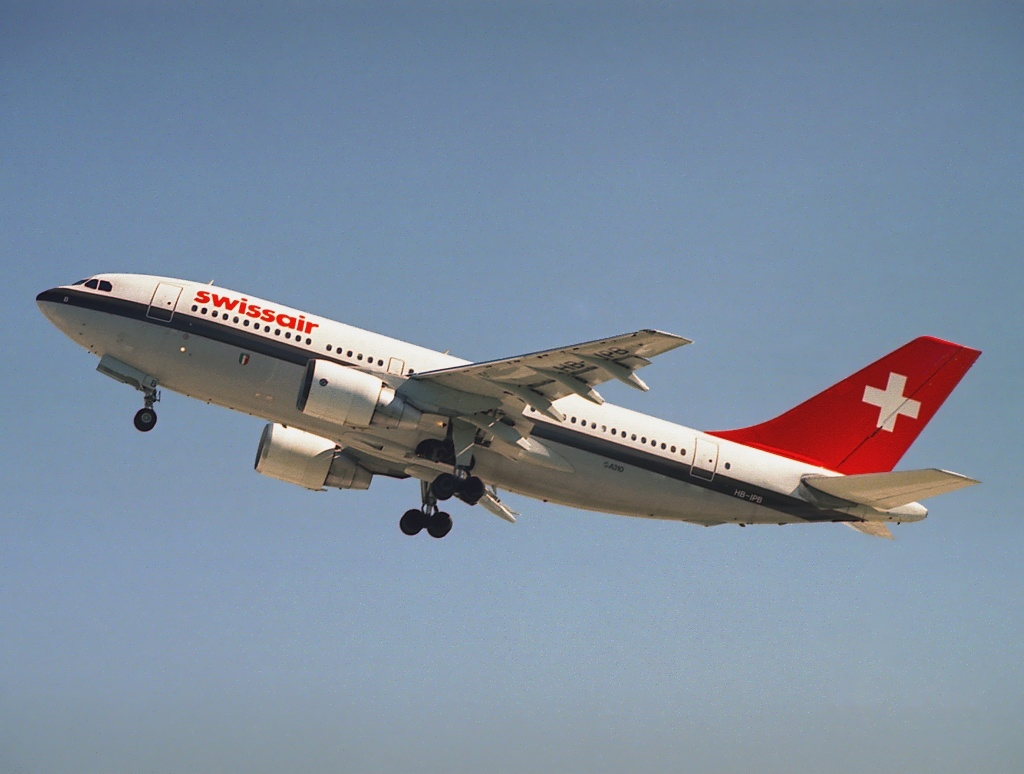
スイス航空のA310-200。ローンチカスタマーの1社となった同社はP&W社のJT9Dエンジンを選択した。

尾翼はA300と同じく胴体に直接配置する一般的な構成とし、垂直尾翼はA300のものが流用されたが、水平尾翼は再設計され翼面積が8パーセントほど小さくなった。降着装置も新規に設計されたが、配置や構成はA300と変わらない。
A310の設計当時、ワイドボディ機の運航には、機長、副操縦士、航空機関士の3名の乗務を必要としていたが、A310では機長と副操縦士の2人だけで運航することを前提として設計された。操縦士の作業負担を低減するため、機体のシステムの一部が自動化されたほか、従来の機械式計器に代えて6基のCRTディスプレイに計器情報を統合的に提示するコックピットが開発された。また、電気信号によって指令を送るフライ・バイ・ワイヤによる操縦システムが、先に述べたスポイラーのほかにスラットやフラップにも採用された。操縦システムのデジタル化・自動化といった技術革新は軍用機で先行して行われ、旅客機へも波及し始めた時期であり、エアバスでは2人乗務化を見据えてA300のコックピットの改良を行っていたが、A310では当初から2人乗務が可能なコックピットの開発・試験が行われた。A310と同時期にボーイングが開発を進めていた757/767でも2人乗務のコックピットを準備していたが、大型機の2人乗務化の是非を巡って議論があったことから、3人の乗務を必要とするコックピットに変更して試験が行われていた。しかし、A310が2人乗務で欧州の型式証明を取得出来る見込みがたったことで、ボーイングは対抗するため、急遽、757/767を2人乗務仕様に戻している。
エンジンは高バイパス比のターボファンエンジンを採用し、ゼネラル・エレクトリック（以下、GE）社のCF6シリーズ、プラット・アンド・ホイットニー（以下、P&W）社のJT9Dシリーズ、ロールス・ロイス（以下、R-R）社のRB211シリーズの3種類を装備する仕様が用意された。ローンチカスタマーのルフトハンザ航空はCF61シリーズ、スイス航空はJT9Dシリーズを選択した。R-R社のRB211エンジン装備仕様については、以降も選択する航空会社が現れず、結局生産されなかった。
A310の胴体断面はA300と共通であるため、客室内の幅、高さ、そして座席配置なども基本的には変わらず、LD-3航空貨物コンテナを横2列で収納可能な床下の貨物室も引き継がれた。内装ではオーバーヘッド・ビン（座席上の荷物棚）が新しくなり、棚の下端部には通路を移動する乗客のための手すりが設けられた。
A310では複合材料の採用範囲が拡大された。A300の設計当時は、ガラス繊維強化プラスチック (GFRP) を除く複合材料は、戦闘機などで採用が始まったばかりであり、A300での複合材料の使用はごく一部にとどまっていた。これが、1970年代末になると炭素繊維強化プラスチック (CFRP) などが民間機でも普及し始めており、A310ではフェアリングなど一部の二次構造部材に採用された。使用された炭素繊維は日本の東レが供給した。
当初のA310の開発計画では、航続距離が異なる2つのタイプが検討されていた。A310-100は燃料タンクを主翼のインテグラルタンクのみとした短距離型、A310-200は中央翼内にもタンクを加えて燃料搭載量を増やした中距離型である。A310-100の航続距離は約3,400キロメートルで欧州域内や米国内の路線向け、一方でA310-200は航続距離が6,500キロメートルほどで北米大陸の横断も可能な仕様であった。この2タイプが航空会社に提案されたが、航空会社からの発注はA310-200型に集中し、エアバスではA310-100も受注があれば生産可能としていたが、結局1機も注文がなく製造されなかった。

### 製造と試験

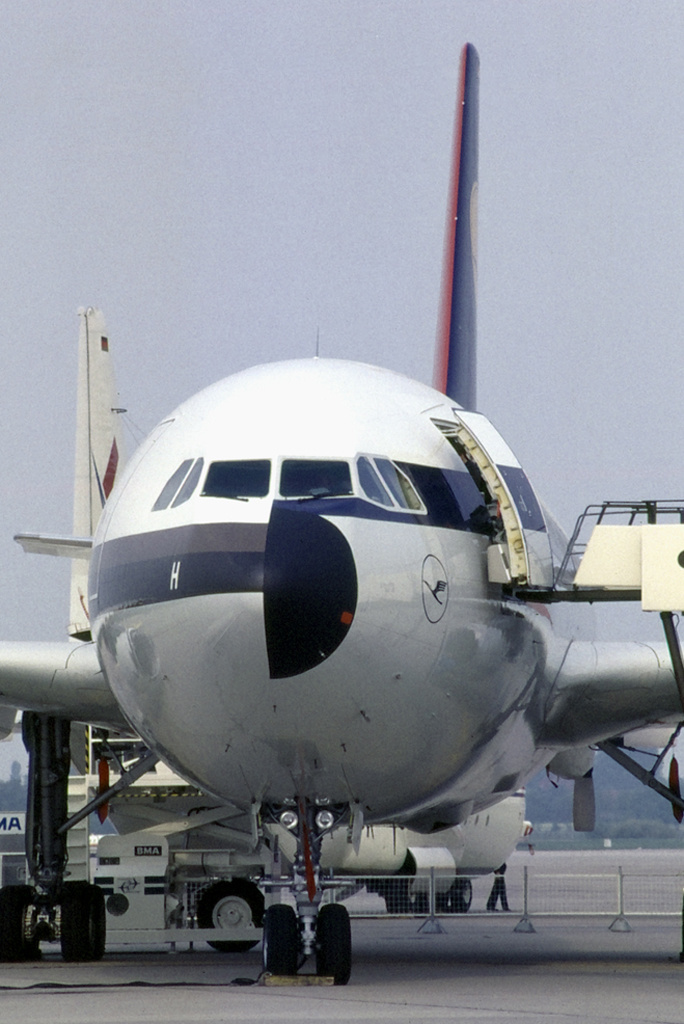
A310-200のプロトタイプ。ローンチカスタマーの2社に敬意を表し、左半分にスイス航空、右半分にルフトハンザ航空の塗装が施された。1982年、デュッセルドルフ国際空港にて。

A310の生産はA300と同じく国際分業体制によって行われ、エアバスへの出資各社の分担は表2の通りに割り当てられた。ベルギーのベルエアバス社もエアバスとの契約に基づきA310の生産に参加したほか、尾部の生産はドイチェ・エアバスの下請けとしてイタリア企業が担当した。最終組み立てと試験飛行は、A300と同様にフランスのトゥールーズで行われた。
A310の1号機はA300の162号機を改造して作られ、1982年2月16日にロールアウトし、同年4月3日に初飛行した。A310の1号機はロールアウト時には、ローンチカスタマーとなったスイス航空とルフトハンザ航空の両社に敬意を表して、右半分にスイス航空、左半分にルフトハンザ航空の塗装が施された。A310の1号機と2号機は、P&Wのエンジンを搭載しており、GE製エンジンを装備した最初の機体は3号機で1982年8月5日に初飛行した。
型式証明を取得するための試験には、1号機から5号機が投入された。試験は順調に進み、燃費性能や航続距離などで計画値を上回る性能が確認された。1983年3月11日に、フランスと西ドイツの航空当局によってA310の最初の型式証明が発行された。同月29日に、ローンチカスタマーであるルフトハンザ航空とスイス航空への引き渡しセレモニーが執り行われ、納入が始まった。
| 国名 | 企業名               | 生産分担部位 | 開発資金分担比率†1 | 出資比率 |
| --- | -------------------- | --- | ------------------ | -------- |
| フランス | アエロスパシアル     | 機首部、胴体中央下部、中央翼、主翼動翼の一部、パイロン、最終組み立て、試験飛行                                               | 34.6%              | 37.9%    |
| ドイツ†2 | ドイチェ・エアバス†3 | 胴体前方・後方・中央上部、テイルコーン、垂直尾翼、主翼動翼の一部、貨物室ドア、非常口ドア、主翼の最終組み立て、客室内装、塗装 | 34.6%              | 37.9%    |
| イギリス | BAe                  | 主翼本体、主翼動翼の一部 | 20.0%              | 20.0%    |
| スペイン | CASA                 | 水平尾翼、前脚格納扉、前方乗客ドア                                                                                           | 4.2%               | 4.2%     |
| オランダ | フォッカー           | 主翼動翼の一部、主翼翼端、主脚格納扉                                                                                         | 6.6%               | 0%       |
| - 出典：(帆足 2001, p. 42)、(松田 1981, p. 55) - †1: 参加国政府の分担比率 - †2: 1990年のドイツ再統一までは西ドイツ。 - †3: MBB社とVFW社の合弁企業。 |                      | |                    |          |

### 就航開始・運用の拡大

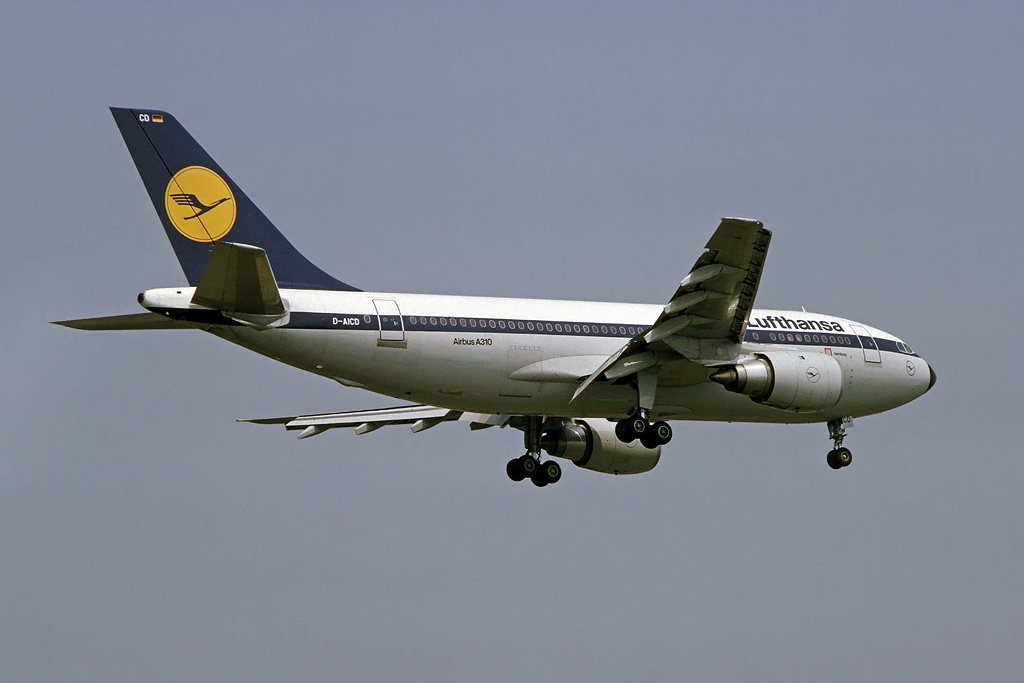
ルフトハンザドイツ航空のA310-200。同社は、GE製のCF6エンジン仕様を選択した。

ルフトハンザ航空は1983年4月10日、フランクフルトからシュトゥットガルトならびにロンドンを結ぶ2路線にA310を就航させた。スイス航空も同月21日にA310の商業運航を開始し、チューリッヒおよびジュネーヴからロンドン、パリ、フランクフルトを結ぶ各線に就航した。
ローンチカスタマーの2社では、新型機につきものの小さなトラブルのほか、A310のデジタル化・自動化されたコックピットに関連して、それまで経験したことのない問題への対処が必要となったが、これらは航空会社が予測していたほどではなく、A310への信頼や評判を落とすほどの大きな技術的問題は見られなかった。1週間および1か月あたりの出発信頼度は両社とも97パーセントを超え、数か月の運用経験を経てさらに上昇した。初期の運用で明らかになったインタフェースやソフトウェアなどに関する問題点はエアバスにフィードバックされ、改善策が施された。最初の数か月は、スペアパーツや消耗品が不足したり、装置やソフトウェアの改修に伴う説明書等の供給が遅れたりしたが、メーカー側による改善の努力がなされた。A310の17号機は、最大離陸重量を138,600キログラムに増やした改良型となり、1983年9月にフランスの型式証明を取得し、以降はこのタイプが標準型とされた。
A310は、欧州の航空会社ではルフトハンザ航空とスイス航空のほかにKLM、サベナ航空やエールフランスなどでも採用され、ヨーロッパの各都市を結ぶ路線のほか、ヨーロッパと北アフリカや中東を結ぶ路線にも就航した。欧州以外で最初にA310を導入したのはクウェート航空で、1983年9月に初引き渡しが行われた。また、翌年にはキプロス航空や、アフリカのアルジェリア航空、ナイジェリア航空でもA310の導入が始まり、これらの航空会社では欧州線などに就航させた。アジアで最初にA310を導入したのはシンガポール航空で、同社は1984年11月に最初の機体を受領してアジア路線を中心に就航させ、続いて翌年6月にはアジアで2番目の運航者となった中国民用航空局への引き渡しも行われた。

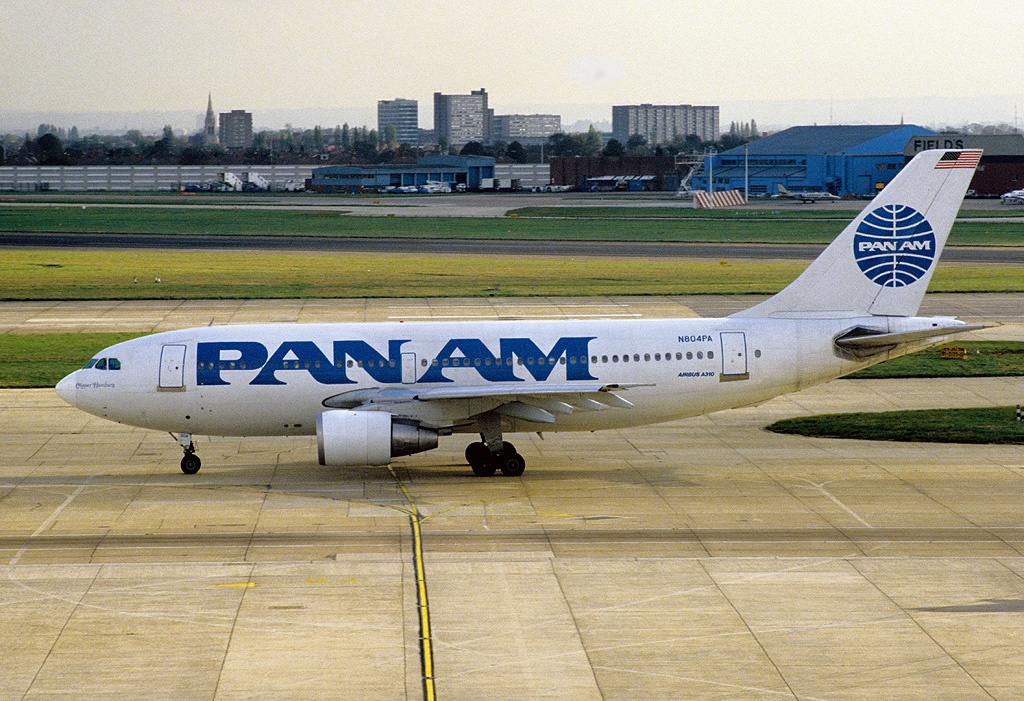
パンアメリカン航空のA310-200。同社は米国で最初にA310を導入した。

この頃、A310-200をベースに貨客コンバーチブル型のA310-200Cも開発された。A310-200Cは、メインデッキ（機体上半分の客席を設ける部分）に貨物と乗客の両方を収容可能にする設備を有するモデルで、1984年11月27日に型式証明を取得し、同月29日に1号機がマーティンエアーに納入された。さらに、A310-200について、最大離陸重量をもう一段階引き上げたオプションが設定され、1984年11月に型式証明を取得した。
米国の連邦航空局（Federal Aviation Administration、以下FAA）からA310-200の型式証明が交付されたのは、欧州から2年ほど遅れて1985年2月21日であった。同年5月、パンアメリカン航空に対して米国の航空会社として第1号となる引き渡しが行われ、同社は727の後継機としてA310を就航させた。

### 発展型A310-300の開発
A310-200の開発が決定した当時、双発機の飛行ルート設定に際して、安全上の理由により60分以内に着陸可能な飛行場があることが求められ、大陸間路線などの長距離路線には3発機や4発機が用いられていた。しかし、エンジンの信頼性や性能の向上にともない、1980年代に入ると、双発機の飛行経路に関する制限を緩和する検討が本格化した。また、A310-200の納入が始まる頃には、航空会社は、以前よりも機材の航続距離の長さを重視するようになっていた。このような状況下で、エアバスは、A310の航続距離をさらに延ばした発展型として、A310-300を開発することにした。A310-300のローンチカスタマーはスイス航空に決まり、1983年3月29日に行われたA310-200の引き渡しセレモニーの場で発表された。

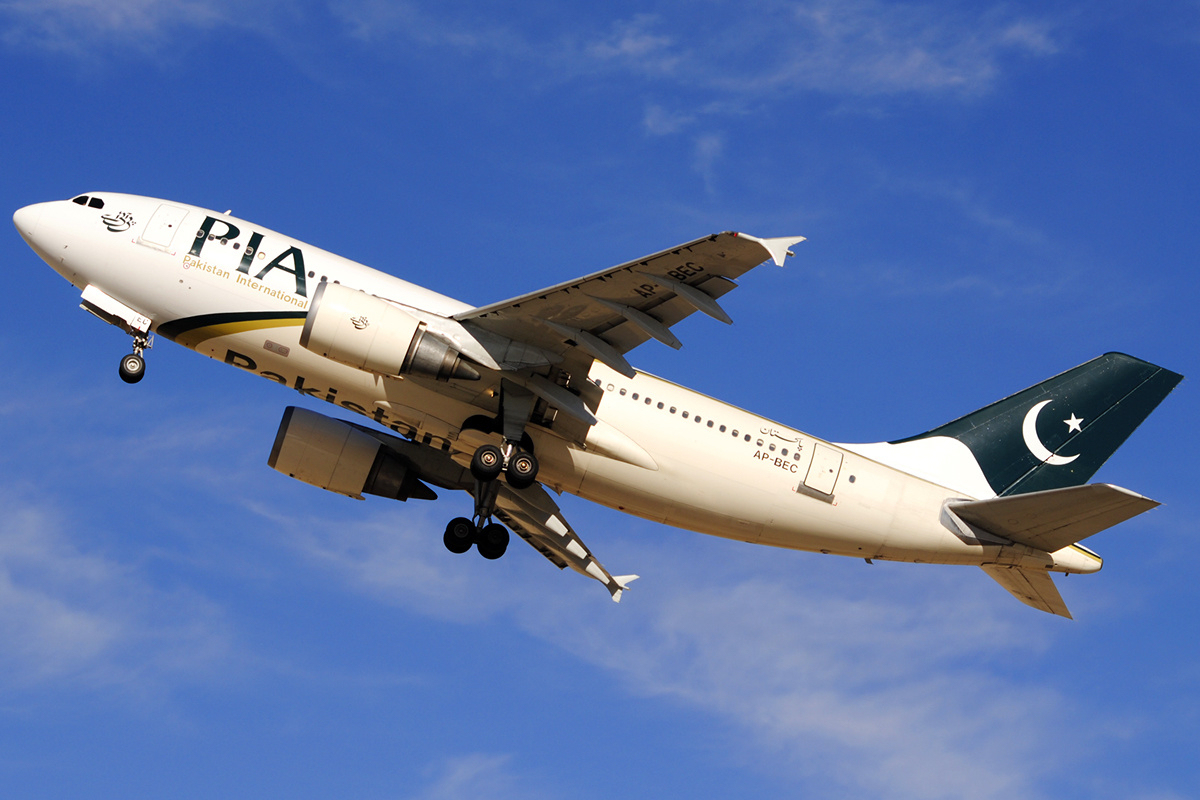
パキスタン国際航空のA310-300。主翼の翼端にはウイングチップ・フェンスが装着されている。

A310-300は機体の寸法はA310-200と変わらず、航続距離を伸ばすために、水平安定板の内部にも燃料タンクを設けて燃料搭載量を増やすことになった。また、尾翼と主翼の燃料タンクの間で燃料を移送し、機体の重心位置を制御するシステムが搭載された。このシステムによって機体の姿勢を一定に保つのに必要なトリム抵抗を最小限に抑えられ、運航経済性の向上が図られた。燃料を移動してトリム調整を行う技術は超音速旅客機コンコルドで開拓されたもので、水平尾翼内に燃料タンクを設けて重心の制御を行った旅客機はA310-300が初めてであった。さらに、燃料搭載量を増やすオプションとして、LD-3貨物コンテナ2個分のサイズで貨物室内に取り外しできるようにした補助中央タンク (Auxiliary Center Tanks、以下ACT) が用意された。
A310-200では二次構造部材として使われていた複合材料の適用範囲がA310-300ではさらに拡大され、量産旅客機として初めて垂直安定板の一次構造部材にもCFRPが用いられ、機体の軽量化が図られた。そのほか、A310-300では、主翼の翼端渦を抑えて揚抗比を向上させるため、翼端にウイングチップ・フェンスと名付けられた矢尻状の板が追加され、後にA310-200でもウイングチップ・フェンス追加改修が行われた。エンジンは、A310-200と同様にR-R社、P&W社、GE社の製品から選択できるようにしたが、R-R社のエンジンを選択した発注はなかった。
A310-300の1号機はJT9Dエンジン装備仕様で、1985年7月8日に初飛行した。同年12月5日にA310-300として最初の型式証明を取得、17日にはスイス航空に初引き渡しが行われ、商業運航が開始された。また、A310-300にはP&W社の新型エンジン、PW4000シリーズを装備したモデルも登場し、1987年5月27日に型式証明を取得した。
A310-300の開発と時期を同じくして、規制当局や機体メーカー、航空会社らによって双発機の長距離運航を認める要件がまとめられ、1985年にETOPSと呼ばれる規格が策定された。当時、ETOPS認証を取得するためには一定時間以上の飛行実績を必要とし、1986年4月10日にA310で初めての120分ETOPS（飛行ルート中に120分以内に着陸可能な空港があれば良い）が認められた。ETOPSはエンジンとの組み合わせで認証されるものであり、各エンジン搭載型の認証日ならびに、後に許容時間が180分に延長された「180分ETOPS」の認証取得日は後述の表3に示した通りである。航続距離が伸びたこととETOPSの要件を満たしたことで、A310は大西洋横断路線のような長距離洋上路線や、アジアとヨーロッパを結ぶ大陸横断路線へも就航可能となった。パンアメリカン航空やオーストリア航空は、欧州と米国を結ぶ北大西洋横断航路にA310を投入した。また、トルコ航空とオーストリア航空はそれぞれトルコ、オーストリアと日本を結ぶ長距離国際線にもA310-300を就航させた。そのほか、1985年6月にはシンガポール航空がA310をシンガポール - モーリシャス線に就航させており、これは4,000海里（約7,400キロメートル）近い飛行ルートの大半が洋上となる路線であった。

### その後の展開

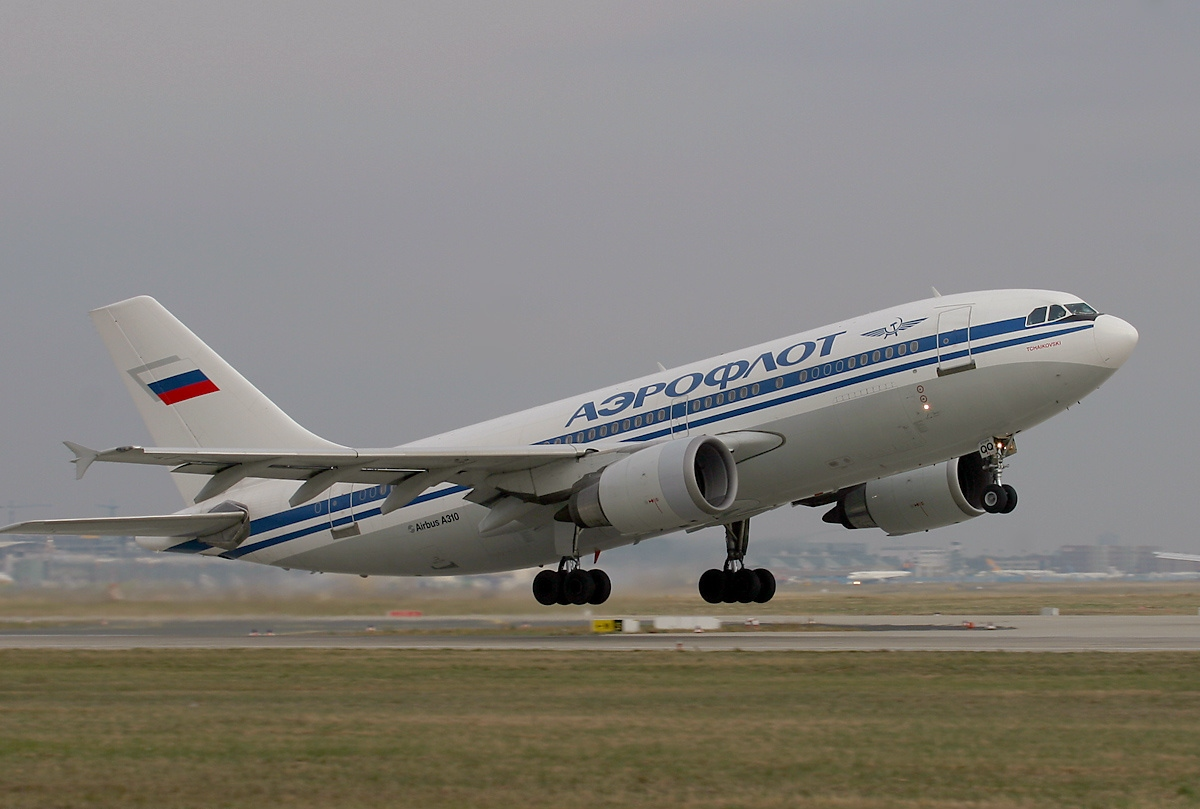
アエロフロート・ロシア国際航空のA310-300。A310は、西側諸国製の旅客機として、初めてロシアの型式証明を取得した。

1989年代末から1990年代初頭にかけて冷戦の終結、東西ドイツの統一といった動きがあり、A310は旧東側諸国でも導入されるようになった。1989年6月に、旧東ドイツのインターフルークは同社初のワイドボディ機としてA310を受領した。また、1991年10月にロシアでA310の型式証明が交付され、これは西側諸国製の旅客機がロシアの証明を得た最初の事例となった。アエロフロート・ロシア国際航空は1992年8月にA310-300を導入し日本路線の主力機に用いたほか、ウズベキスタン航空やタロム航空でもA310を採用し、旧ソ連邦諸国や欧州を結ぶ路線のほか、長距離国際線に投入した。

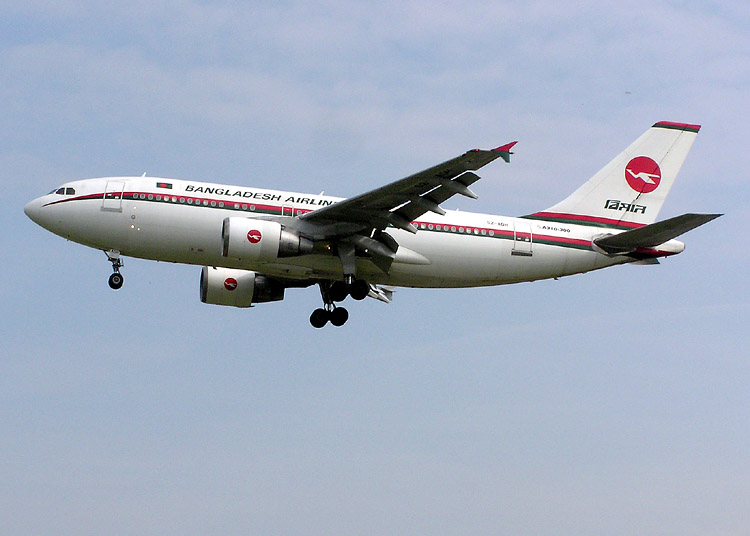
ビーマン・バングラデシュ航空のA310-300

1980年代の後半には、A310は毎年20機前後の受注を得ていた。1991年時点で、A310を最も多く運用していたのはパンアメリカン航空でその数は21機であった。そのほか、ルフトハンザ航空、KLM、エールフランス、シンガポール航空、トルコ航空が10機以上のA310を運航していた。ところが、1990年代に入ると売れ行きが急減速し、1993年に22機を納入したのを最後に、1994年以降は年間の生産・納入数が2機ずつとなった。1990年代初頭にパンアメリカン航空が倒産し、路線と機材の一部を引き継いだデルタ航空はA310を手放しつつあったほか、ルフトハンザ航空でもA310の運用数を減らす動きが見られた。一方で、アジアや中南米などの開発途上国では、1990年代に入ってからA310を導入する会社も見られ、ビーマン・バングラデシュ航空、MIATモンゴル航空、アルゼンチン航空、エア・ジャマイカ、エミレーツ航空、イエメニアなどで採用された。
エアバス関係者は、A310が担っていた旅客機市場は、同社が開発した単通路機A321（1994年に路線就航を開始）が代替するようになったと考えた。また、同じ関係者は、中距離ワイドボディ機市場でA300/A310と争っていた767が航続力や運用の柔軟性で優れていることも認めている。
エアバスでは開発プログラムの早い時期からA310の貨物専用型を提案していたが、これまで、実際に発注を行う航空会社は現れていなかった。1993年9月になって、エアバスのパートナー企業であったドイツのDASA社はフェデックスからの注文を受けて、A310の貨物機改造事業を開始した。この発注は、フェデックスがルフトハンザ航空から中古のA310-200を購入し、13機の改造を行うというものであった。貨物型改造機は、貨客コンバーチブル型と同様に左舷前方に大型の貨物扉が設置され、メインデッキに貨物を搭載するための設備が追加された。1994年7月にFAAからの認証を取得し、最初の引き渡しが行われた。その後もフェデックスは、スイス航空やKLMからA310を引き取り、貨物機への転用を進めた。また、A310をベースに、要人輸送機や多目的空中給油機などの軍用機への改造も行われるようになった。
年産2機という状態が数年続いた後、ついに、1998年4月6日に初飛行した255号機を最後にA310の製造は行われなくなった。もともとA310は、短・中距離路線向け旅客機として設計され、A300から小型化された主翼も短・中距離用に最適化されていた。この主翼の小型化によって、結果的に、搭載できる燃料の容量が限られてしまい、これ以上航続距離を伸ばした発展型を開発する余地は少なかった。結局、2006年3月に、エアバスはA300-600とともにA310の生産を終了することを発表し、総生産数255機で正式に生産を終えた。
A310と同時期にボーイングが開発した767は、200席程度の座席数、2本の通路を持つ客室、双発ターボファンエンジン、操縦士2人で運航可能なグラスコックピットといったA310と共通する特徴を持ち、A310は、ボーイングの製品に直接的に競合した初めてのエアバス機と言われた。A310の255機という販売数は、767の販売数の半分にも満たないが、当機種によって開拓された新技術を用いてA300の第2世代とも言われるA300-600が開発され、1984年3月に最初の型式証明を取得している。A300-600のコックピットは、A310とほぼ共通となる2人乗務のコックピットとなり、パイロットは1つの操縦資格で両機を運航できるようになった。また、水平尾翼内の燃料タンクを用いたトリム調整システムや、貨物コンテナ規格に合わせた追加式燃料タンクACT、手すり付きのオーバーヘッド・ビンなどは、A300-600以降に開発されるエアバス機にも引き継がれている。

## 機体の特徴

### 形状・構造

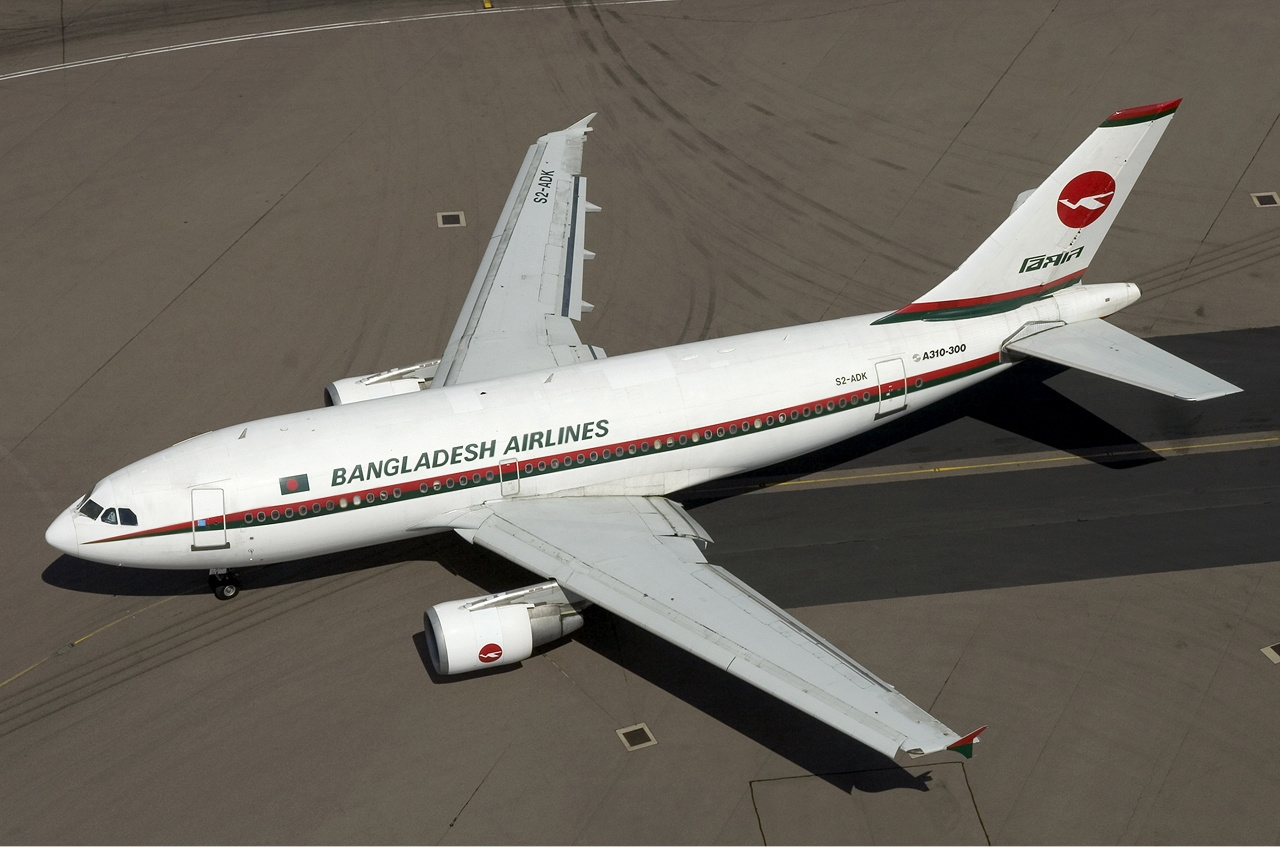
ビーマン・バングラデシュ航空のA310-300を上から見下ろす。

A310は後退翼の主翼を低翼に配置した単葉機である。左右の主翼下に高バイパス比のターボファンエンジンを1基ずつ備える。通常の尾翼配置を採用し、水平尾翼と垂直尾翼は胴体尾部に直接取り付けられている。垂直尾翼の形状はA300から引き継がれたが、水平尾翼は再設計され、A300と比べて翼幅が4パーセント、面積は8パーセント小さくなった。A310の胴体はA300と同じ胴体断面を用い、合計13フレーム分短縮されて全長は46.66メートルである。降着装置は前輪式配置で、前脚が2輪、主脚は4輪である。

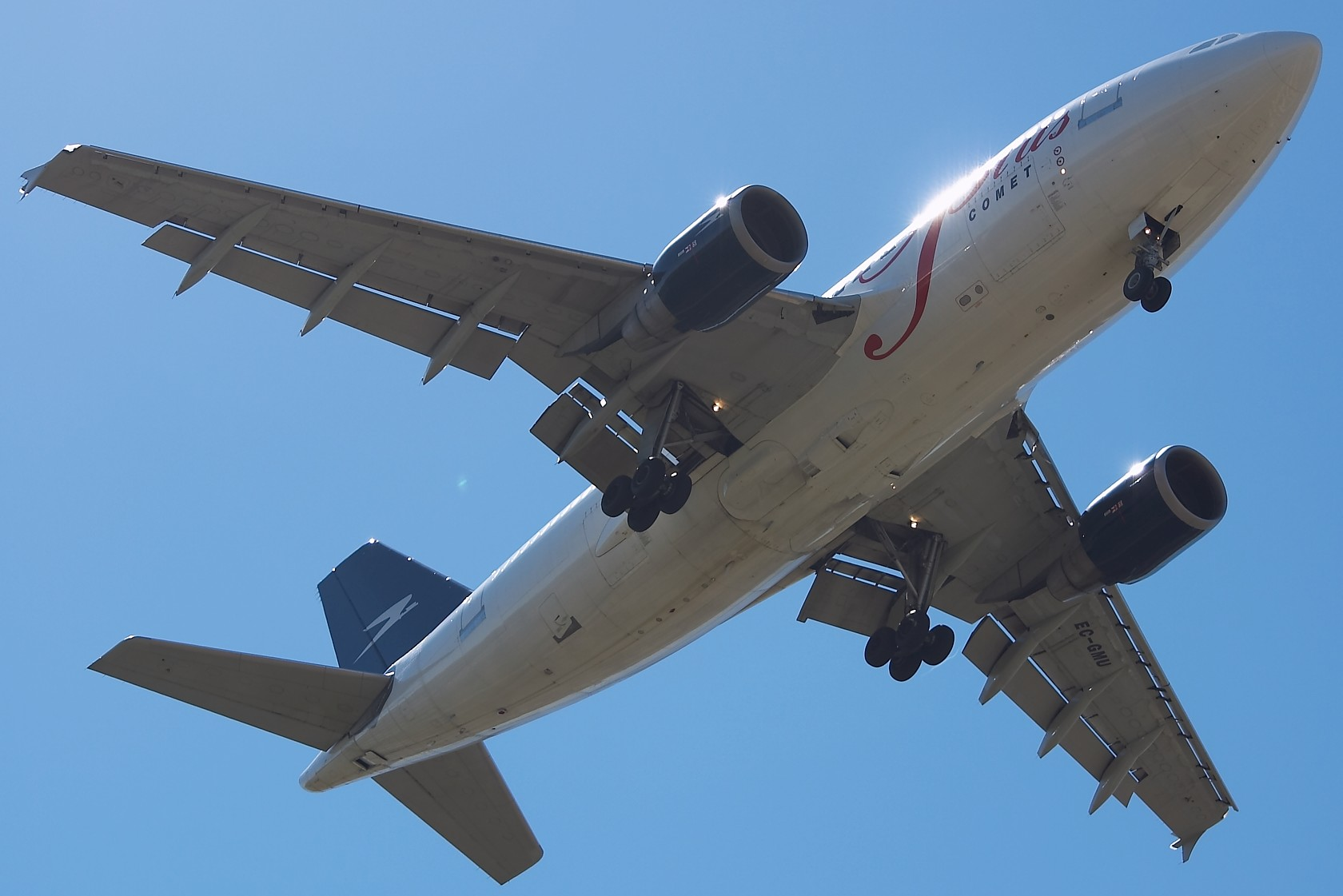
エア・コメットのA310-300を見上げる。降着装置を下ろし、主翼の動翼を展開している。

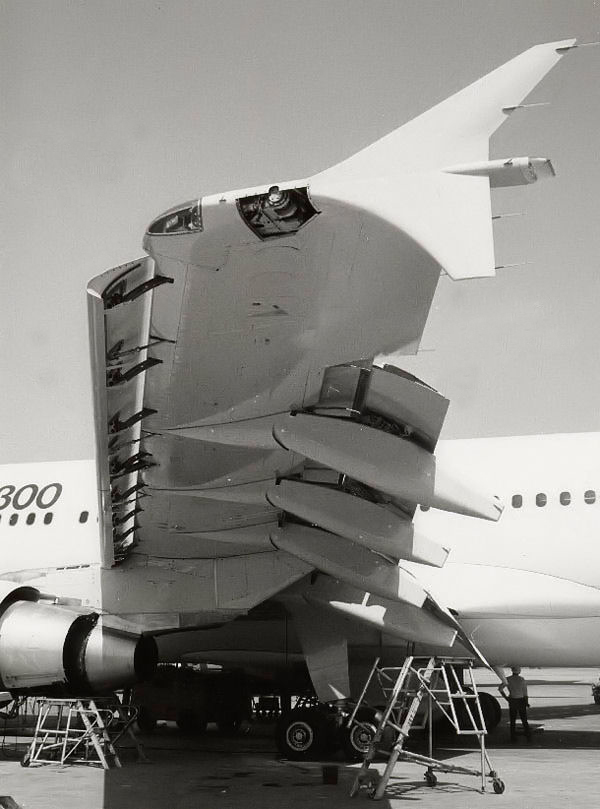
A310-300の左主翼を翼端側からみた写真。翼端（写真の手前側）に付いている矢尻状の小型の翼がウイングチップ・フェンス。

A310の主翼の翼型は、A300で採用されたリア・ローディング翼型に改良が加えられ、衝撃波の発生位置が一段と後方になったことで、翼の後半で得られる揚力が大きくなった。翼厚比は翼の付け根で最も大きく、翼端にいくほど小さく変化し、複雑な表面形状を持つ翼である。翼平面形についての主な寸法は表1に示した通りで、A300の主翼と翼幅はさほど変わらないが、アスペクト比が大きく細長い翼である。高揚力装置は、前縁にはスラットとクルーガーフラップがあり、後縁には外翼部に1枚式のファウラー・フラップ、内翼部にベーン付きのダブル・スロッテッド・フラップを備え、フラップを動作させるトラックレールのフェアリングは4つである。そのほかの動翼として、後縁のフラップ間に全速度エルロン、片翼当たり7枚のスポイラーを備える。スポイラーはエアブレーキとグラウンドスポイラーの役割を持つほか、外側の3枚はロール操縦にも用いられる。A310-300では、翼端渦を制御して揚抗比を改善するため、ウイングチップ・フェンスと名付けられた矢尻状の小さい板が翼端に追加され、後にA310-200でも追加改修された機体が登場している。
A310では二次構造部材としてCFRPとGFRPのほか、アラミド繊維（ケブラー）強化複合プラスチック（AFRP）が用いられている。各部材の主な使用部位は、CFRPが方向舵、昇降舵、降着装置の格納扉、キャビン床の支持材、GFRPが垂直安定板の前縁と後縁、水平安定板の翼端部、機首のレドーム、AFRPが主翼のトラック・フェアリングやパイロンカバーの一部などである。また、A310-300からは垂直尾翼の一次構造部材としてもCFRPが採用されている。主翼燃料タンクのアクセスパネルのほかエンジンからの高温空気を通すダクトにはチタン合金も使用されている。

### 飛行システム

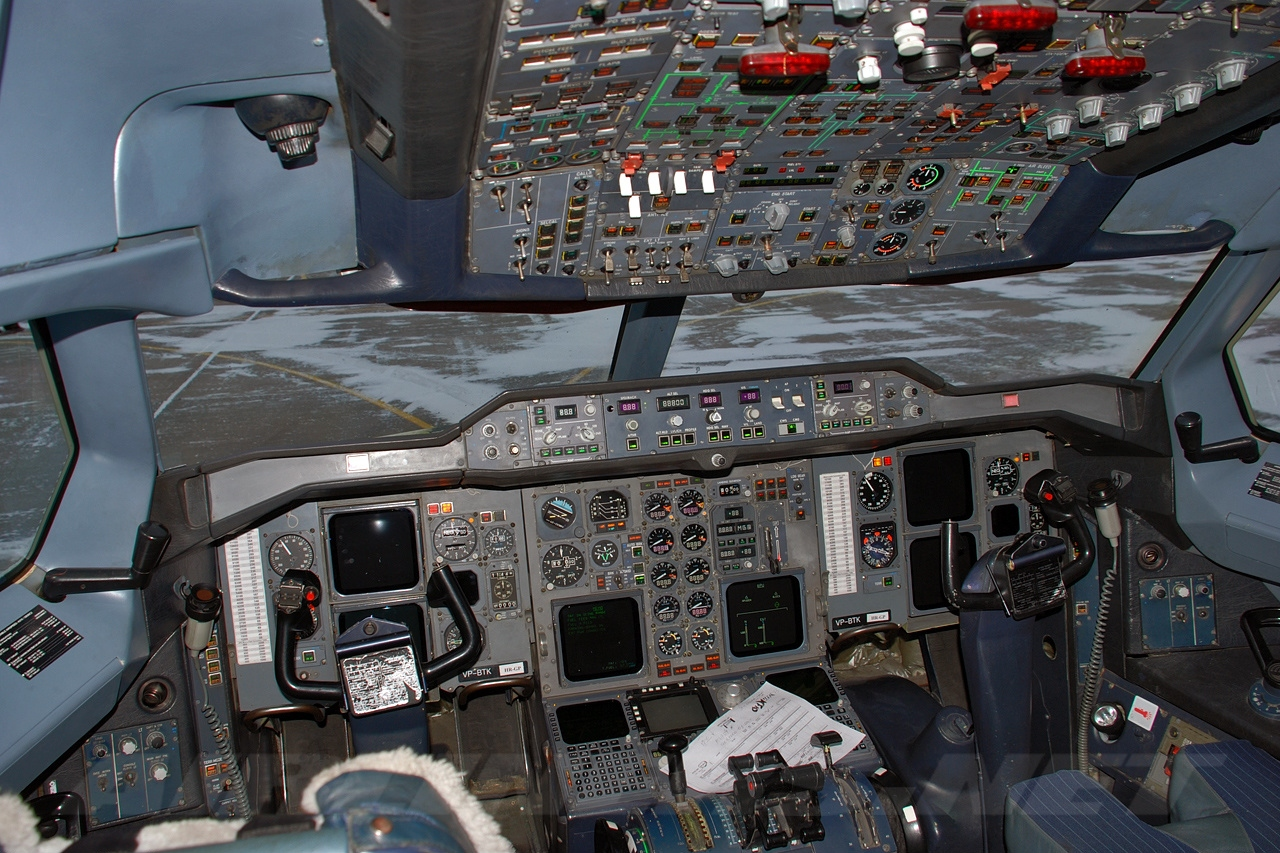
S7航空のA310-200のコックピット。CRTは、左右の操縦桿の奥に縦に2基ずつ、中央のコンソールに2基配置されている。中央のCRTの間に並ぶダイアル式計器がエンジン計器類である。

A310の操縦室は、カラーCRTディスプレイ上に計器情報を提示する、いわゆるグラスコックピットである。A310のシステムは一部がデジタル化され、コンピュータによってタスクが部分的に自動化されたほか、CRTディスプレイによる統合的な情報提示と、入力インタフェースの統合・簡素化によって乗務員の作業負担の低減が図られ、機長と副操縦士の2名で運航することが可能である。A310に続いて開発されたA300-600は、A310とほぼ共通化されたコックピットを持ち、パイロットの操縦資格も両機で共通化されている。
コックピットのCRTディスプレイは、左右の操縦席に各2面、中央に2面の計6面配置され、操縦席側のディスプレイには飛行情報や航法情報が表示され、中央のディスプレイには燃料、油圧、空調などのモニタリング情報が表示される。エンジン関連計器については、開発当時の法規制への対応のため、前面コンソールの中央に従来型のダイヤル式計器が残された。
スラット、フラップ、スポイラーといった主翼の動翼の操縦には、電気信号によって指令を伝達するフライ・バイ・ワイヤ方式が導入され、左右の翼で別々に展開可能となったスポイラーは、ロール運動の制御にも用いられる。
警報システムには電子式集中化航空機モニターを採用し効率的な対処が可能となった。

### 客室・貨物室
A310の客室内は胴体断面を共有するA300とほぼ同じ幅と高さで、通路を2本持ち、通常のエコノミークラスで2-4-2の8アブレストである。キャビン長は33.24メートルで、エアバスが示した標準的な座席数は、2クラス構成で205から234席、ファーストクラスを設ける3クラス構成で187席である。また、3-3-3の9アブレスト配置とすることも可能で、単一クラスとして座席間隔を詰めた場合、280席程度まで設置できる。手荷物を収納する頭上のオーバーヘッド・ビンは、窓側と中央の各座席ブロックに設けられている。オーバーヘッド・ビンの下端部には溝状の手すりが設けられ、通路を移動する乗客は、体を支えるために他人の座席の背もたれを掴まずに済むようになっている。客室扉は片側あたり3か所設けられ、客室の最前部と最後部に乗降用ドア、主翼上にあたる位置に非常口が配置されている。

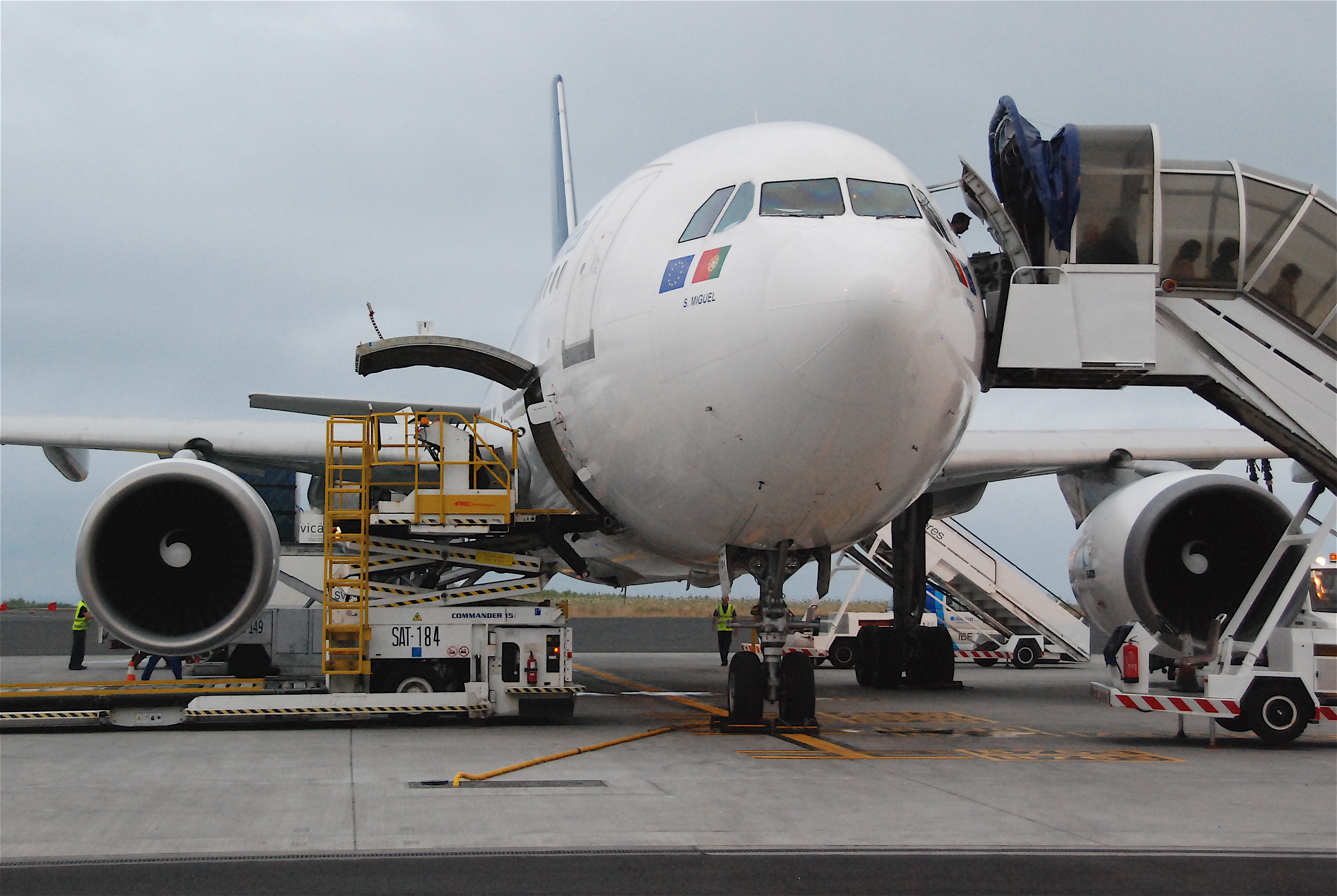
駐機中のA310-300。タラップが接続され、前方床下の貨物扉が開いている。

胴体床下には、LD-3航空貨物コンテナを2個並列に搭載可能な貨物室が設けられ、最後部には、ばら積み貨物を搭載するスペースが用意されている。貨物室は主翼取付部を挟んで前方と後方に分かれており、前方の貨物室にコンテナを8個、後方貨物室に6個まで搭載可能である。また、ばら積み貨物スペースにコンテナを1個搭載できるようにするオプションも用意された。コンテナ用の貨物扉は右舷下部の前方と後方に設置され、さらに後方に、ばら積み貨物用のドアも設けられている。

## シリーズ構成
A310シリーズは、まず旅客型のA310-200が開発され、その後、発展型としてコンバーチブル型のA310-200C、長距離型のA310-300が開発された。また、旅客型からの派生型として、貨物専用型への改造機のほか、政府や軍向けに多目的輸送機、多目的空中給油機なども作られた。
A310の型式名は、装備エンジンごとに下2桁が細分化されている（表3）。R-R製エンジン仕様の採番も計画されていたが、実際には生産されなかった。
| 機種 | エンジン                        | 型式証明取得   | 120分ETOPS†1   | 180分ETOPS†1   |
| --- | ------------------------------- | -------------- | -------------- | -------------- |
| A310-203 | GE CF6-80A3                     | 1983年3月11日  | 1986年4月10日  | 1990年7月27日  |
| A310-203C | GE CF6-80A3                     | 1984年11月27日 | N/A            | N/A            |
| A310-204 | GE CF6-80C2A2                   | 1986年4月23日  | 1987年9月14日  | 1990年7月27日  |
| A310-221 | P&W JT9D-7R4D1                  | 1983年3月11日  | 1986年4月10日  | 1990年7月27日  |
| A310-222 | P&W JT9D-7R4E1                  | 1983年9月22日  | 1986年4月10日  | 1990年7月27日  |
| A310-304 | GE CF6-80C2A2                   | 1986年3月11日  | 1987年9月14日  | 1990年7月27日  |
| A310-308 | GE CF6-80C2A8 または CF6-80C2A2 | 1991年6月5日   | N/A            | 1991年9月3日†2 |
| A310-322 | P&W JT9D-7R4E1                  | 1985年12月5日  | 1986年4月10日  | 1990年7月27日  |
| A310-324 | P&W PW4152                      | 1987年5月27日  | 1989年10月30日 | 1991年9月3日   |
| A310-325 | P&W PW4156A                     | 1992年3月6日   | N/A            | 1992年3月11日  |
| - 出典：EASA 2014, pp. 7, 29, 31, 33 - GE: ゼネラル・エレクトリック、P&W: プラット・アンド・ホイットニー - †1: ETOPSの認証交付日 - †2: CF6-80C2A8エンジン装備機 |                                 |                |                |                |

### A310-200

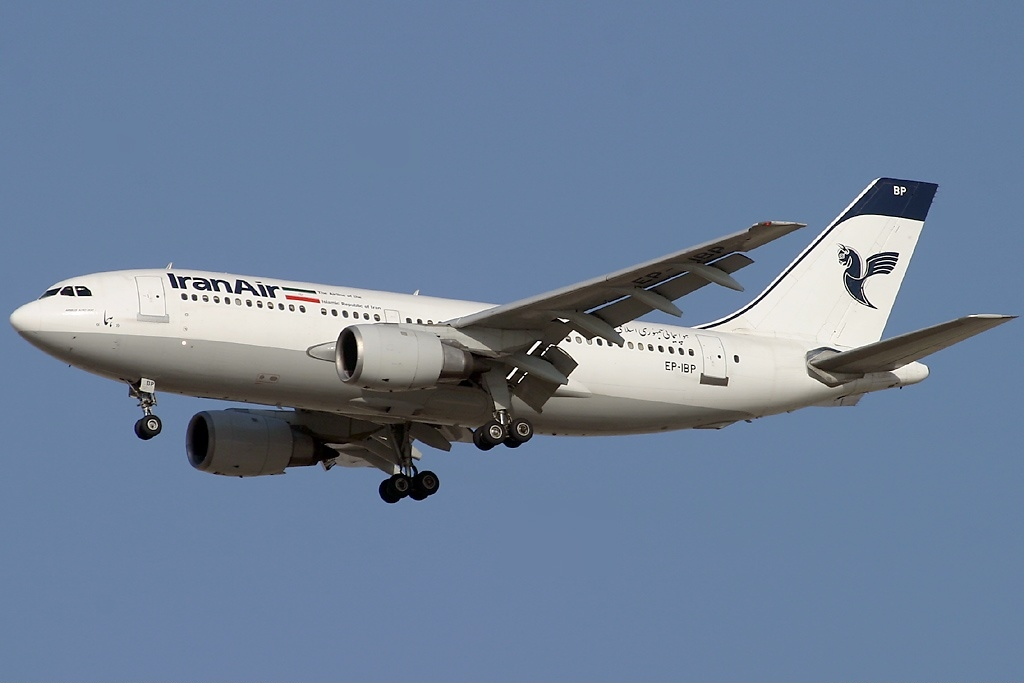
イラン航空のA310-200。

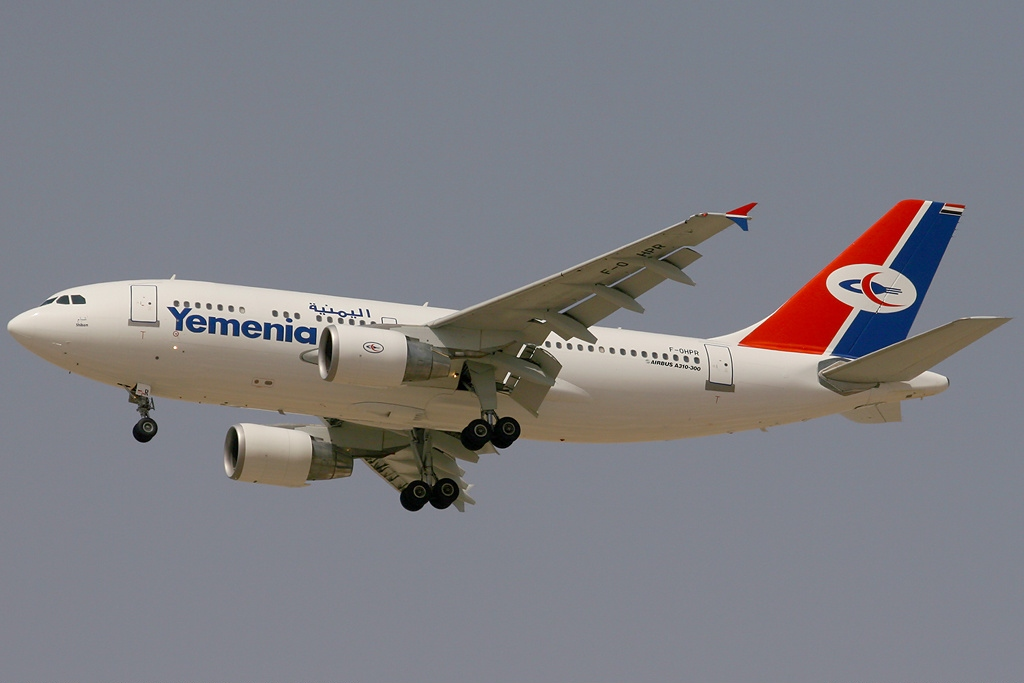
イエメニアのA310-200

A310シリーズで最初に開発されたモデルで、ルフトハンザドイツ航空とスイス航空によって、1983年4月に初就航した。エンジンは、GE社のCF6シリーズまたはP&W社のJT9Dシリーズを装備する。A310-200は短・中距離路線向けに開発され、就航当初は欧州各国を結ぶ路線や、欧州と中東・北アフリカを結ぶ路線などで用いられた。その後、アジアや米国などの航空会社でも導入され、ETOPSの認証交付の動きと前後して、長距離洋上路線への就航事例も見られるようになった。

### A310-200C

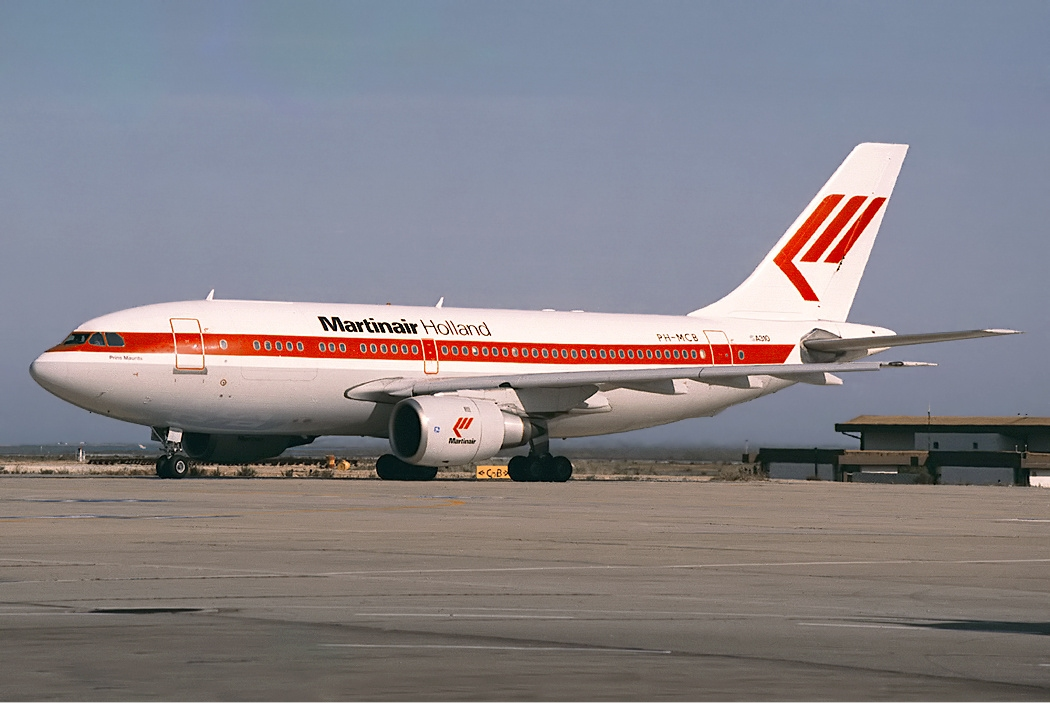
マーティンエアーのA310-200C。最前部の乗降扉の後ろに貨物扉がある（写真では辛うじて扉の輪郭が見える）。

A310-200Cは、メインデッキに旅客と貨物を収容できるようにした貨客コンバーチブル型で、胴体左舷の前方乗降扉と主翼の間にあたる部分に大型の貨物扉を有する。マーティンエアーからの発注を受けて生産され、1984年11月27日に型式証明を取得し、同月29日に納入された。最初からコンバーチブル型として製造されたのは1機のみだが、旅客型から改造された機体もある。

### A310-300
A310-200と寸法は変わらず、航続距離を延長した発展型で、1985年12月にスイス航空によって初就航した。水平安定板内に燃料タンクを設け、主翼のタンクとの間で燃料を移送させることで、機体重心位置を制御するシステムを旅客機として初めて採用した。A310-300では機体の軽量化のため、複合材料の使用範囲が拡大され、使用量は合計6.2トンとなり、量産旅客機として初めて、1次構造材として垂直安定板の主構造にCFRPが採用された。また、床下貨物室に追加装備が可能な補助燃料タンクACTが用意された。ACTはLD-3貨物コンテナ2個分の寸法で、容量が7,200リットルあり、最大2個まで搭載可能である。エンジンは、GE社のCF6シリーズまたはP&W社のJT9Dシリーズを装備し、P&W社のPW4000シリーズ装備仕様も開発された。A310-200同様に、A310-300もETOPS認証を取得し、航続距離の長さを活かして、欧州と米国を結ぶ大西洋横断路線や、欧州と日本を結ぶ大陸横断路線といった長距離路線へも就航した。

### A310-200F/-300F

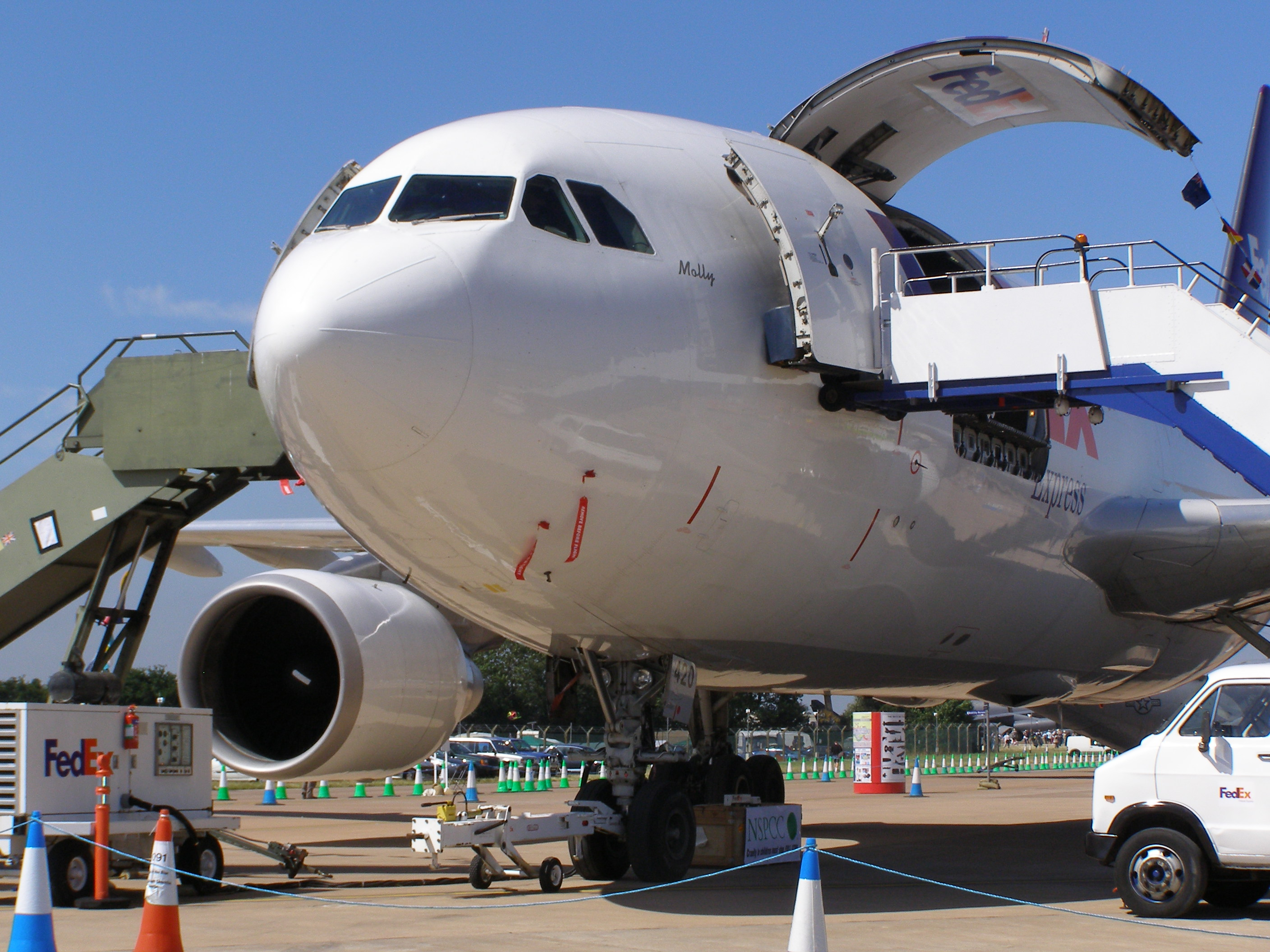
フェデックスのA310-200F。左舷前方に設けられたメインデッキの貨物扉を開いている。

メインデッキに貨物を搭載できるようにした貨物専用型である。エアバスではA310の貨物専用型の生産の用意をしていたが、最初から貨物型として受注・生産された機体はなく、現在運用されている貨物型は、旅客型からの改造機である。型式名のA310-200F、-300Fは、改造元となった旅客型の型式名の末尾にそれぞれ「F」を付けたものである。A310-200Cと同様に、左舷前方に大型の貨物ドアが設置され、メインデッキの床などが強化されたほか、煙探知・火災検知装置が追加されている。また、当型式では、ほとんどの客室窓が塞がれているほか、後部乗降扉も閉鎖されている。貨物室の仕様はA310-200Fと-300Fでほぼ同様で、メインデッキ貨物室には、2.23×3.17メートル（88×125インチ）の貨物パレットまたはコンテナを16個搭載できる。貨物型への改造事業はDASA社が行っており、1994年7月に、A310-200から改造された最初のA310-200Fがフェデックスに納入された。A310-300Fについてもフェデックスからの発注により改造が行われており、ベースの旅客型の性能を引き継ぎ、A310-200Fよりも最大離陸重量と航続距離が大きい。

### 政府専用機・軍用機・科学実験機
A310からは政府専用機や軍用機といった派生型への改造も行われ、要人輸送、兵員や物資・装備品の輸送、医療救助などを行う多目的機のほか、空中給油を行う設備を加えた多目的空中給油機 A310 MRTT (multi-role tanker transport) も開発された。2015年にはA310を微少重力環境実験用に改造したA310 ZERO-Gが開発され運用を開始した。

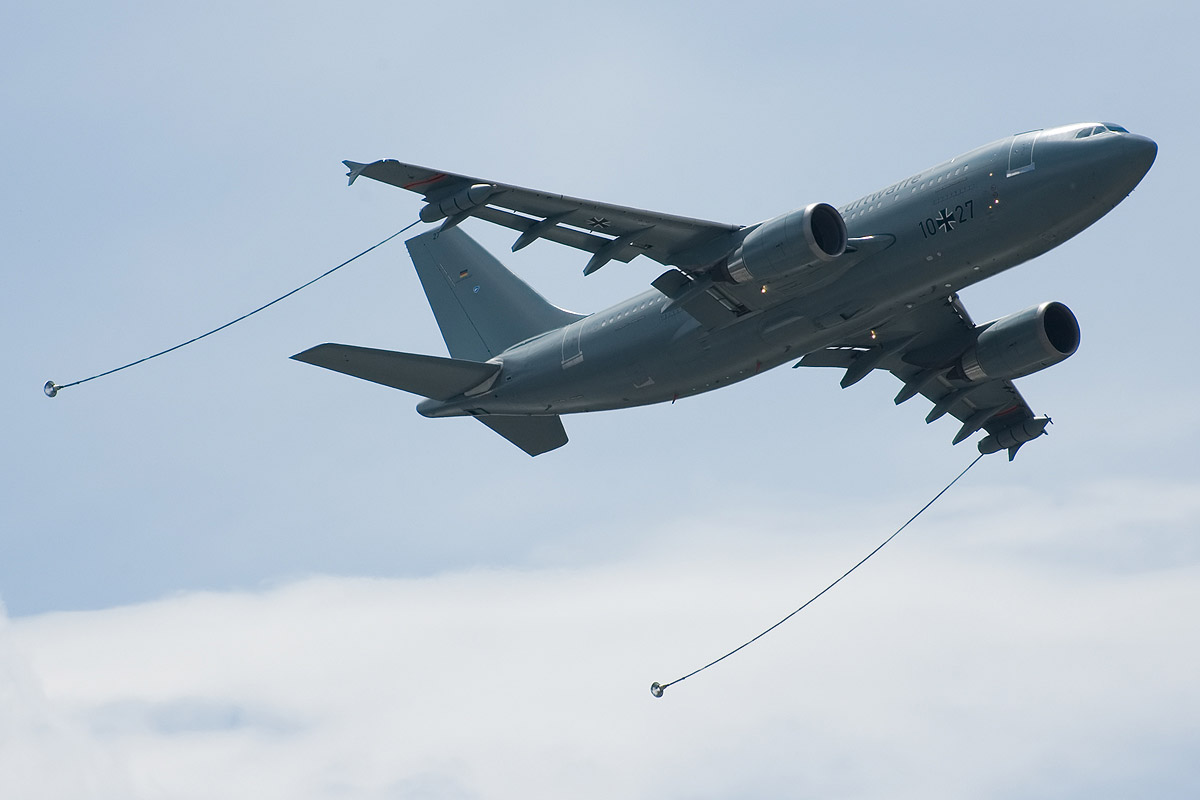
ドイツ空軍のA310 MRTT。左右の主翼から空中給油用のドローグを延ばしている。

A310 MRTTは、旅客型からの改造機であり、政府や軍の要人輸送、兵員や物資・設備の輸送、医療救助、そして、空中給油を実施する装備を備える。メインデッキには、貨物機と同様の大型貨物扉などの設備を備え、軍用の物資や装備品を搭載可能である。前後の床下貨物室には燃料タンクが増設され、他機への給油のほか、自機の燃料としても供給可能なシステムを持つ。空中給油のためのアーム付き給油口は、左右の主翼下にそれぞれ1基ずつ備える。給油システムの操作席は、コックピットの後ろに設けられている。A310 MRTTへの改造は、エアバス・グループ子会社のEADS EFW社とルフトハンザ航空の子会社であるルフトハンザ・テクニーク社との共同事業として行われた。A310旅客型から改造された最初の機体は2004年3月に初飛行し、同年9月にドイツ空軍とカナダ空軍がそれぞれ初受領している。また、開発はされなかったが、IAIとレイセオン、アンセット・オーストラリア航空の合同チームがオーストラリアのAEW&C機選定計画であるプロジェクトAIR5077「ウェッジテイル」にA310-300をベースにファルコンをベースとしたレーダーシステムを搭載したAWACS機の開発案を提示している。
A310 ZERO-Gは、放物線飛行を行うことで微小重力環境をつくり出す科学実験機である。A300 ZERO-Gはフランス国立宇宙研究センター傘下のノヴァスペース社が運用する。ベースとなったのはドイツ空軍が政府専用機として運用していたA310-300で、2014年6月にノヴァスペースが購入し、ルフトハンザ・テクニーク社によって改造作業が行われた。A300をベースとしたA300 ZERO-Gの後継機として2015年5月8日に運用が開始されたと発表された。

## 運用の特徴

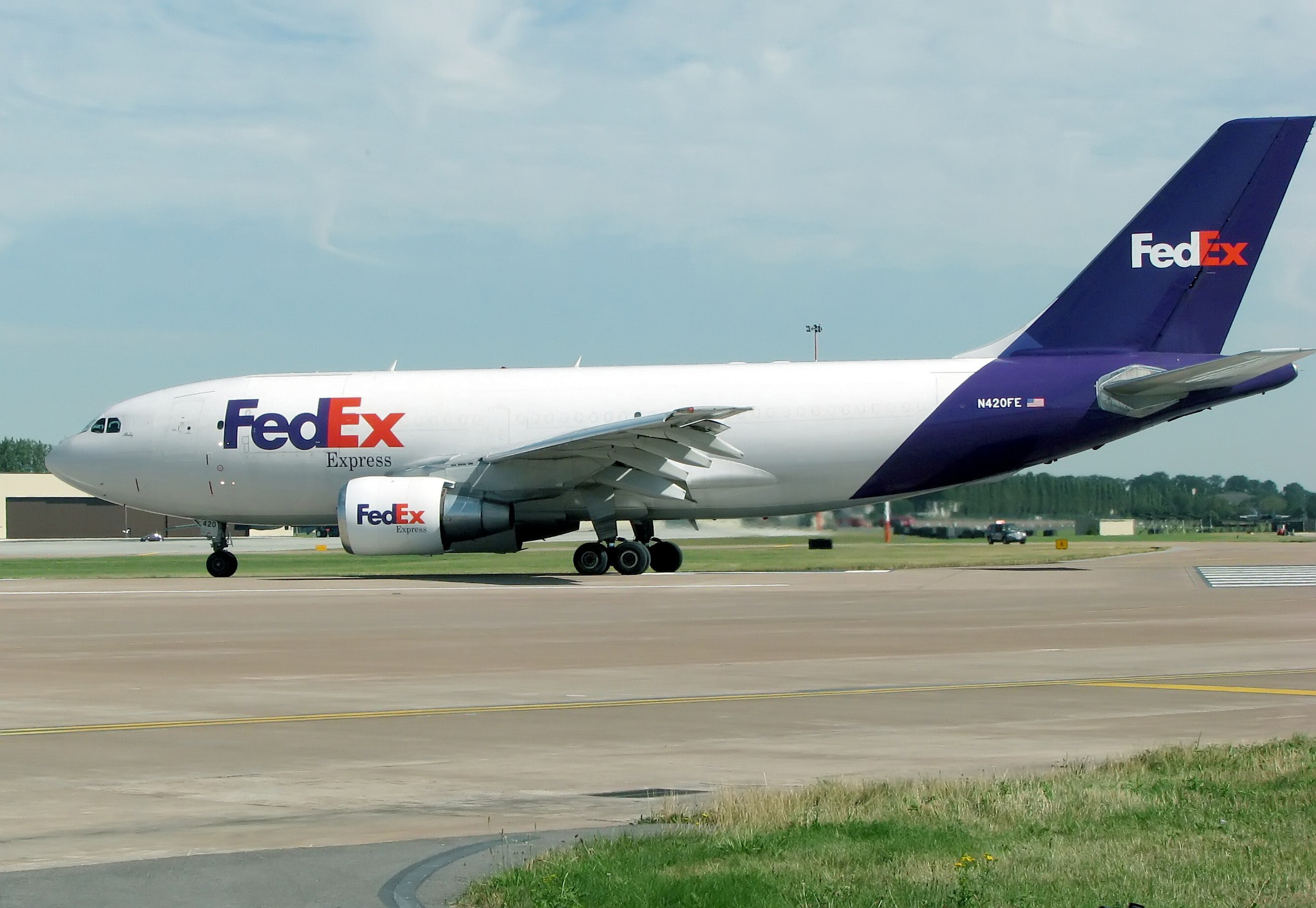
フェデックス・エクスプレスのA310-200F

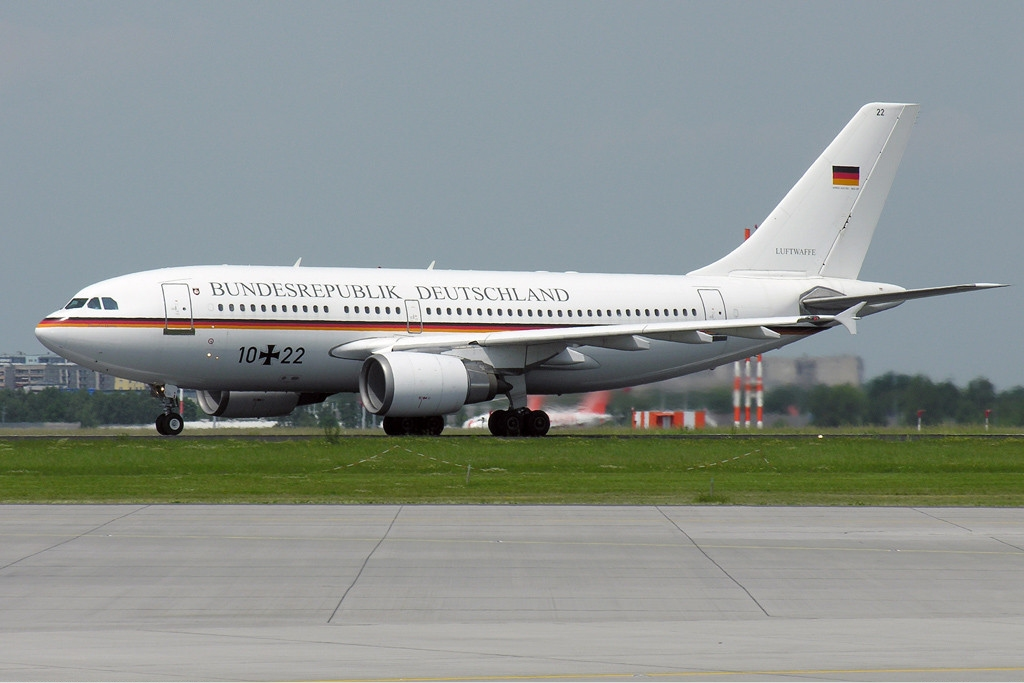
ドイツ空軍によって運用されている要人輸送仕様のA310-300。ドイツ空軍はインターフルークが解散した後、同社からA310を引き継いだ。

A310は255機が製造・納入された。就航開始の1983年から運用数は増加を続け、1990年代後半には210機を超えた。2000年代に入ると運用数が減少傾向となり、2012年に100機を下回り、以降も退役が進んでいる。
かつて、A310は欧米や中東の航空会社を中心に採用され、新造機を10機以上受領した航空会社（括弧内は納入数）は、シンガポール航空 (23)、ルフトハンザ航空 (20)、パンアメリカン航空 (18)、トルコ航空 (14)、カナダのワードエア (12)、エールフランス (11)、クウェート航空 (11)、KLM (10) であった。スイス航空はA310-200とA310-300のローンチカスタマーとなったものの、1996年のサベナ航空との提携後に経営状況が悪化して2001年に経営破綻してしまい、A310の納入数は合計9機にとどまった。フェデックスは中古のA310を買い集め、その運用数は2008年から2009年にかけて70機（A310-200Fを49機、A310-300Fを17機、旅客型A310-300を4機）に達し、最多運用者となった。
日本では、A310を発注する航空会社は現れなかった。A310が開発された同時期に直接的な競合機となる767が開発され、767は登場後間もない1980年代前半から急速に日本での導入が進んだ。当時、導入機材の候補にA310も入っていたが、日本の航空会社が767を選択した主な理由の1つとして、767の開発・製造に日本の航空工業界が参画していたことが挙げられている。
2018年7月時点の統計によると31機が運用されている。運用数が最も多い旅客航空会社はイランのマーハーン航空でその数は9機、続いてカナダのエア・トランザットが7機となっている。現役の旅客型はA310-300のみである。A310-200の旅客型は、2013年時点で最後の1機がヨルダン・アビエーションで運用されていたが、2014年時点で退役した。貨物航空会社ではフェデックス・エクスプレスが4機を運用している。
2018年末の時点で、政府専用機・軍用機としてA310の派生型を運用しているのは、フランス空軍、ドイツ空軍、カナダ空軍であり、そのうちドイツ空軍の4機とカナダ空軍の2機はMRTTで、残りは輸送機仕様（要人輸送、兵員・装備輸送など）である。特にカナダ空軍のものはCC-150「Polaris」と名付けられている。過去には、スペイン空軍、ベルギー空軍、タイ王国空軍・タイ王室、クウェート政府、カタール政府、ブルネイ政府でも要人輸送機などとしてA310が運用されていた。

### 受注・納入数
合計255機のA310が生産・納入された。
| 年     | 合計 | 1998 | 1997 | 1996 | 1995 | 1994 | 1993 | 1992 | 1991 | 1990 | 1989 | 1988 | 1987 | 1986 | 1985 | 1984 | 1983 | 1982 | 1981 | 1980 | 1979 |
| ------ | ---- | ---- | ---- | ---- | ---- | ---- | ---- | ---- | ---- | ---- | ---- | ---- | ---- | ---- | ---- | ---- | ---- | ---- | ---- | ---- | ---- |
| 受注数 | 255  | 0    | 1    | 0    | 4    | 0    | 3    | 15   | 12   | 21   | 22   | 21   | 27   | 17   | 25   | 14   | 7    | 2    | 4    | 12   | 48   |
| 納入数 | 255  | 1    | 2    | 2    | 2    | 2    | 22   | 24   | 19   | 18   | 23   | 28   | 21   | 19   | 26   | 29   | 17   | 0    | 0    | 0    | 0    |

## 主な事故・事件

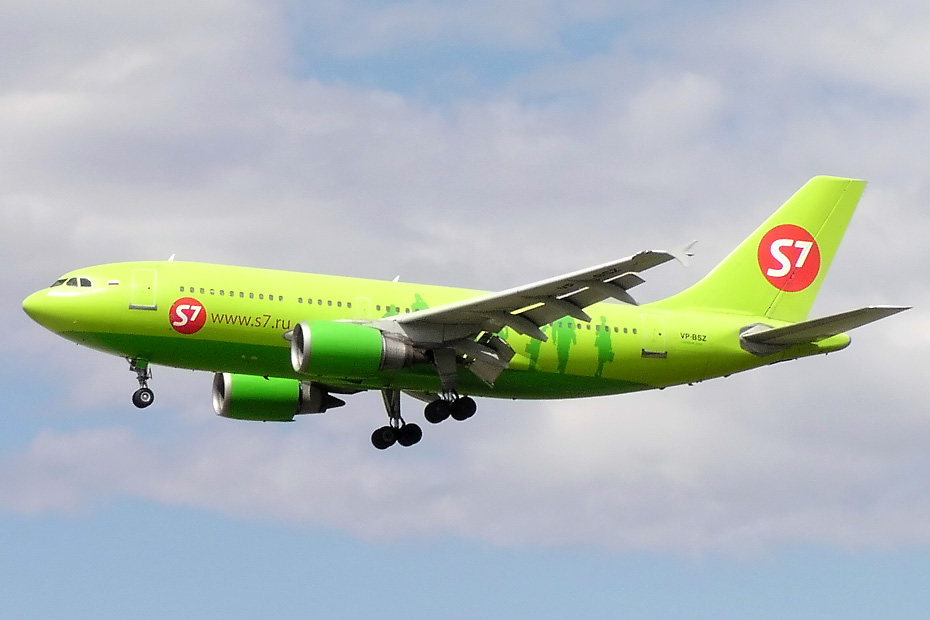
シベリア航空（現S7航空）のA310-300

2017年10月現在、A310の機体損失事故は11件発生しており合計825名が亡くなっているほか、A310で9件のハイジャックが発生し、合計5名が死亡している（死亡者にはハイジャック犯も含まれる）。以下、死亡者が発生した機体損失事故を発生順に挙げる。
- 1992年7月31日、ネパールのカトマンズにあるトリブバン国際空港へアプローチ中だったタイ国際航空311便が、フラップに問題が発生したために着陸をやり直そうとしていたところ、空港の北北東に位置する山中に墜落した[135]。乗員14名、乗客99名の全員が死亡した[135]。CFIT (Controlled Flight Into Terrain) 事故とされる[135]。
- 1994年3月23日に、アエロフロート・ロシア航空593便がシベリアの森林に墜落し、乗員12名、乗客63名の全員が死亡した[136]。この事故では、飛行中に機長が16歳の息子を操縦席に座らせたことを発端として、いくつかの条件が重なり、機体の姿勢が崩れ墜落に至った[137][138]。

- 1995年3月31日、タロム航空371便がオトペニ空港（後に改名されアンリ・コアンダ国際空港）を離陸後、左エンジンの推力の低下に引き続いて徐々に機体の姿勢を崩し、空港の3キロメートル北の地点に墜落した[139]。乗員11名と乗客49名全員が死亡した[139]。

- 1998年12月11日、タイ国際航空261便が大雨の中スラートターニー空港へ着陸しようとし、2回の着陸復行の後、3度目の進入中に空港から約4キロメートル南西のゴム農園に墜落した[140]。この事故により、搭乗者146名のうち101名が死亡した[140]。

- 2000年1月30日21時に、ケニア航空430便はコートジボワール・アビジャンのフェリックス・ウフェ＝ボワニ国際空港を離陸後、間もなくして失速警報装置が作動したため操縦士が機体を降下させたが、実際には失速しておらず、高度が下がりすぎて海上に墜落した[141]。この事故では搭乗者179名のうち169名が死亡した[141]。2019年5月現在において、A310による事故のうち最大の死者数である[142]。

- 2006年7月9日に、ロシアのイルクーツク空港でS7航空778便が着陸に失敗してコンクリート壁に激突し、乗客・乗員合わせて203人のうち125人が死亡した[143]。

- 2008年6月10日に、スーダンのハルツーム国際空港でスーダン航空109便が着陸時にオーバーランして炎上し、乗客・乗員合わせて214名のうち30名が死亡した[144][145]。
- 2009年6月30日に、イエメン航空626便がコモロ諸島沖のインド洋上に墜落し、乗員・乗客合わせて153人のうち152人が死亡した。唯一の生存者は12歳の少女で10時間以上漂流した後に救助された[146][147]。

## 主要諸元
| | A310-200                                                 | A310-200F                                                | A310-300                                | A310-300F                               |
| --- | -------------------------------------------------------- | -------------------------------------------------------- | --------------------------------------- | --------------------------------------- |
| 運航乗務員数 | 2名                                                      | 2名                                                      | 2名                                     | 2名                                     |
| 標準座席数 （2クラス） | 220席                                                    | N/A                                                      | 220席                                   | N/A                                     |
| 標準座席数 （1クラス） | 237席                                                    | N/A                                                      | 243席                                   | N/A                                     |
| 床下貨物室容積 | 112.2 m3                                                 | 112.2 m3                                                 | 112.2 m3                                | 112.2 m3                                |
| 全長 | 46.66 m                                                  | 46.66 m                                                  | 46.66 m                                 | 46.66 m                                 |
| 全幅 | 43.90 m                                                  | 43.90 m                                                  | 43.90 m                                 | 43.90 m                                 |
| 全高 | 15.81 m                                                  | 15.81 m                                                  | 15.81 m                                 | 15.81 m                                 |
| 主翼面積 | 219 m2                                                   | 219 m2                                                   | 219 m2                                  | 219 m2                                  |
| 胴体直径 | 5.64 m                                                   | 5.64 m                                                   | 5.64 m                                  | 5.64 m                                  |
| 降着装置ホイールベース | 15.22 m                                                  | 15.22 m                                                  | 15.22 m                                 | 15.22 m                                 |
| 客室幅 | 5.29 m                                                   | N/A                                                      | 5.29 m                                  | N/A                                     |
| 客室長 | 33.25 m                                                  | N/A                                                      | 33.25 m                                 | N/A                                     |
| 無燃料重量 (ZFW) | 108,500 - 112,000 kg                                     | 108,500 - 112,000 kg                                     | 113,000 - 116,500 kg                    | 113,000 - 116,500 kg                    |
| 最大離陸重量 (MTOW) | 125,000 - 144,000 kg                                     | 125,000 - 144,000 kg                                     | 134,000 - 164,000 kg                    | 134,000 - 164,000 kg                    |
| 離陸滑走距離 | 2,410 m                                                  | 2,410 m                                                  | 2,410 m                                 | 2,410 m                                 |
| 最大巡航速度 | マッハ0.84                                               | マッハ0.84                                               | マッハ0.84                              | マッハ0.84                              |
| 航続距離 | 6,940 km                                                 | 5,735 km                                                 | 9,600 km                                | 8,050 km                                |
| エンジン (x2) | GE CF6-80A3, GE CF6-80C2, P&W JT9D-7R4D1, P&W JT9D-7R4E1 | GE CF6-80A3, GE CF6-80C2, P&W JT9D-7R4D1, P&W JT9D-7R4E1 | GE CF6-80C2, P&W JT9D-7R4E1, P&W PW4000 | GE CF6-80C2, P&W JT9D-7R4E1, P&W PW4000 |
| 推力 (x2) | 214 kN - 233 kN                                          | 214 kN - 233 kN                                          | 233 kN - 257 kN                         | 233 kN - 257 kN                         |

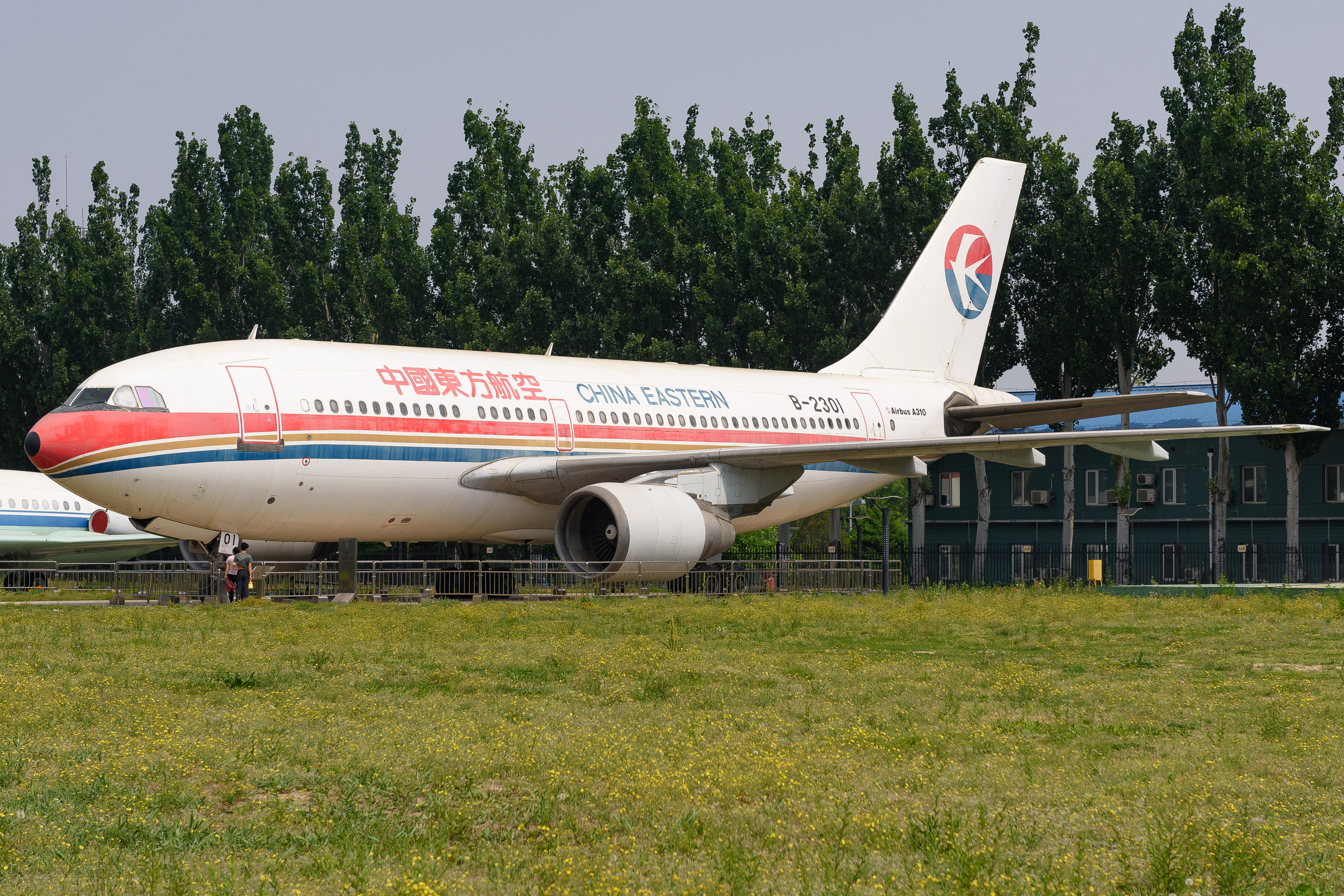
中国民航博物館に展示されているエアバスA310

| - 出典：特に記載のないものは (藤田 2001b, p. 61) による。 - GE: ゼネラル・エレクトリック、P&W: プラット・アンド・ホイットニー |                                                          |                                                          |                                         |                                         |